# Lista de municípios de São Paulo por data de criação
Esta é uma lista de municípios do estado de São Paulo por data de criação, com a origem de todos os 645 municípios.

## Municípios criados até 1700
Nesta primeira lista aparecem os municípios chamados "originários", que não se emanciparam de nenhum outro. Santo André da Borda do Campo foi a primeira localidade de serra acima, pertencia à Capitania de São Vicente, mas seu território não pertencia ao município de São Vicente. A cidade de São Paulo organizou-se em município pela emigração de toda a população de Santo André da Borda do Campo, portanto não foi desmembrado.
Há 10 municípios do estado de São Paulo que são considerados originários, mas há evidências de que Jundiaí e Sorocaba tenham se emancipado de Santana de Parnaíba.

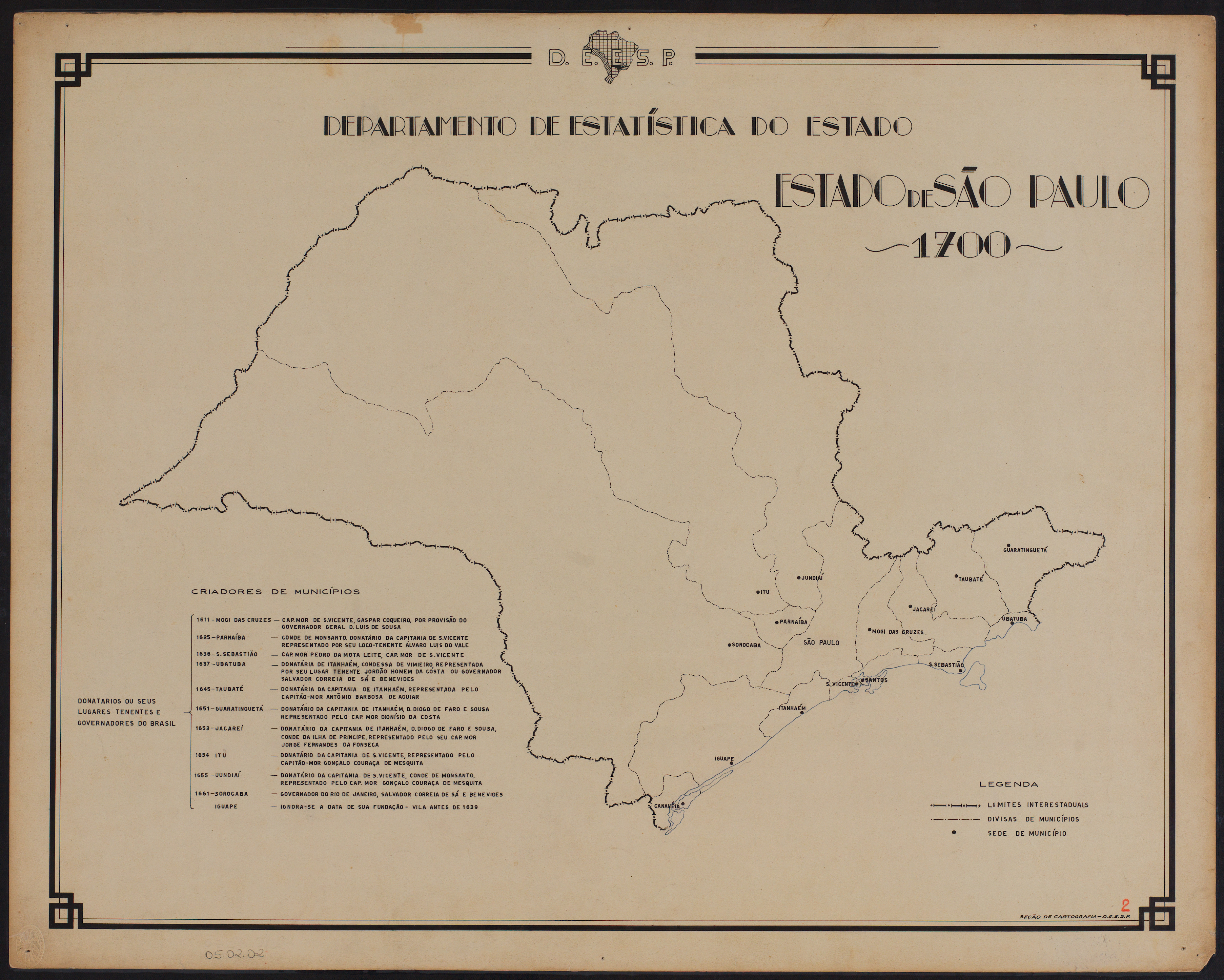
Estado de São Paulo (1700).

|     | Município           | Ano  | Desmembrado de      |
| --- | ------------------- | ---- | ------------------- |
| 1º  | São Vicente         | 1532 |                     |
| 2º  | Santos              | 1546 | São Vicente         |
| 3º  | São Paulo           | 1554 |                     |
| 4º  | Itanhaém            | 1561 | São Vicente         |
| 5º  | Cananeia            | 1600 |                     |
| 6º  | Mogi das Cruzes     | 1611 |                     |
| 7º  | Santana de Parnaíba | 1625 | São Paulo           |
| 8º  | São Sebastião       | 1636 | Santos              |
| 9º  | Ubatuba             | 1637 |                     |
| 10º | Iguape              | 1639 |                     |
| 11º | Taubaté             | 1645 |                     |
| 12º | Guaratinguetá       | 1651 |                     |
| 13º | Jacareí             | 1653 | Mogi das Cruzes     |
| 14º | Itu                 | 1654 | Santana de Parnaíba |
| 15º | Jundiaí             | 1655 | Santana de Parnaíba |
| 16º | Sorocaba            | 1661 | Santana de Parnaíba |

## Municípios criados até 1800

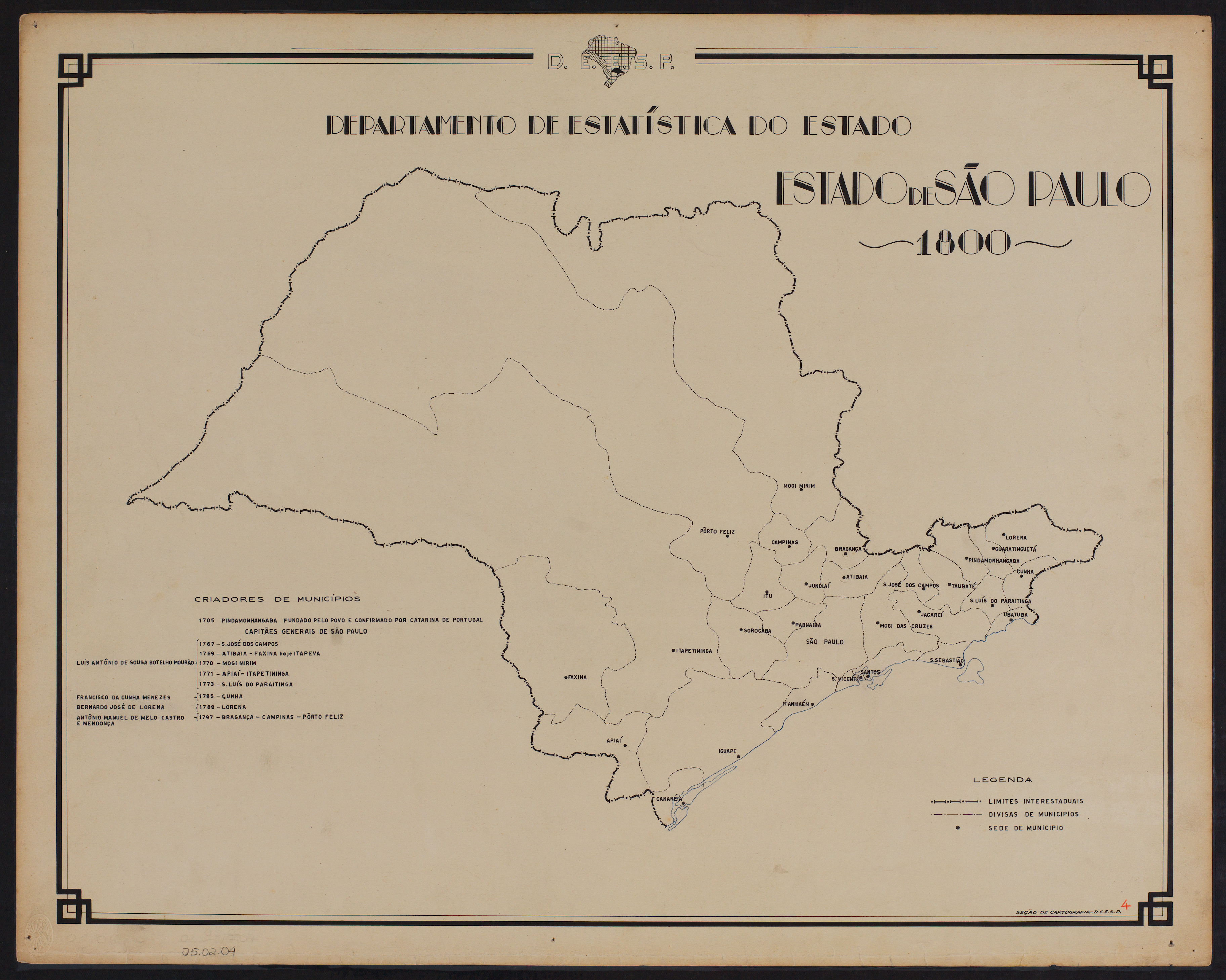
Estado de São Paulo (1800).

|     | Município              | Ano  | Desmembrado de |
| --- | ---------------------- | ---- | -------------- |
| 17º | Pindamonhangaba        | 1705 | Taubaté        |
| 18º | São José dos Campos    | 1767 | Jacareí        |
| 19º | Atibaia                | 1769 | São Paulo      |
| 20º | Itapeva                | 1769 | Sorocaba       |
| 21º | Mogi Mirim             | 1769 | Jundiaí        |
| 22º | Apiaí                  | 1771 | Sorocaba       |
| 23º | Itapetininga           | 1771 | Sorocaba       |
| 24º | São Luís do Paraitinga | 1773 | Taubaté        |
| 25º | Cunha                  | 1785 | Guaratinguetá  |
| 26º | Lorena                 | 1788 | Guaratinguetá  |
| 27º | Bragança Paulista      | 1797 | Atibaia        |
| 28º | Campinas               | 1797 | Jundiaí        |
| 29º | Porto Feliz            | 1797 | Itu            |

## Municípios criados até 1850

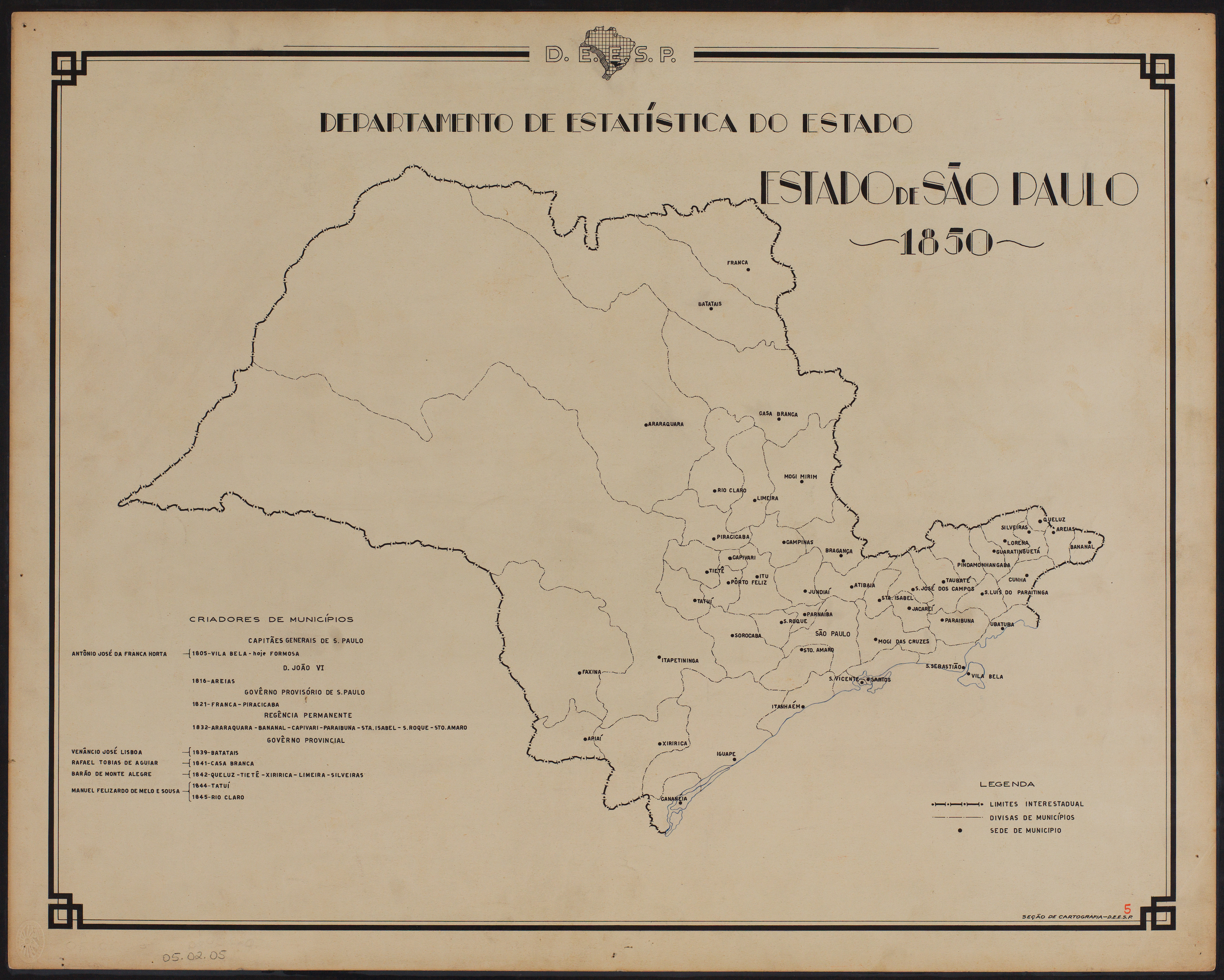
Estado de São Paulo (1850).

|     | Município                        | Ano  | Desmembrado de      |
| --- | -------------------------------- | ---- | ------------------- |
| 30º | Ilhabela (extinto)               | 1805 | São Sebastião       |
| 31º | Areias                           | 1816 | Lorena              |
| 32º | Franca                           | 1821 | Mogi Mirim          |
| 33º | Piracicaba                       | 1821 | Porto Feliz         |
| 34º | Araraquara                       | 1832 | Piracicaba          |
| 35º | Bananal                          | 1832 | Areias              |
| 36º | Capivari                         | 1832 | Porto Feliz         |
| 37º | Paraibuna                        | 1832 | Jacareí             |
| 38º | Santa Isabel                     | 1832 | Mogi das Cruzes     |
|     | Santo Amaro (extinto definitivo) | 1832 | São Paulo           |
| 39º | São Roque                        | 1832 | Santana de Parnaíba |
| 40º | Batatais                         | 1839 | Franca              |
| 41º | Casa Branca                      | 1841 | Mogi Mirim          |
| 42º | Eldorado                         | 1842 | Iguape              |
| 43º | Limeira                          | 1842 | Piracicaba          |
| 44º | Queluz                           | 1842 | Areias              |
| 45º | Silveiras                        | 1842 | Areias              |
| 46º | Tietê                            | 1842 | Porto Feliz         |
| 47º | Tatuí                            | 1844 | Itapetininga        |
| 48º | Rio Claro                        | 1845 | Limeira             |

## Municípios criados até 1889

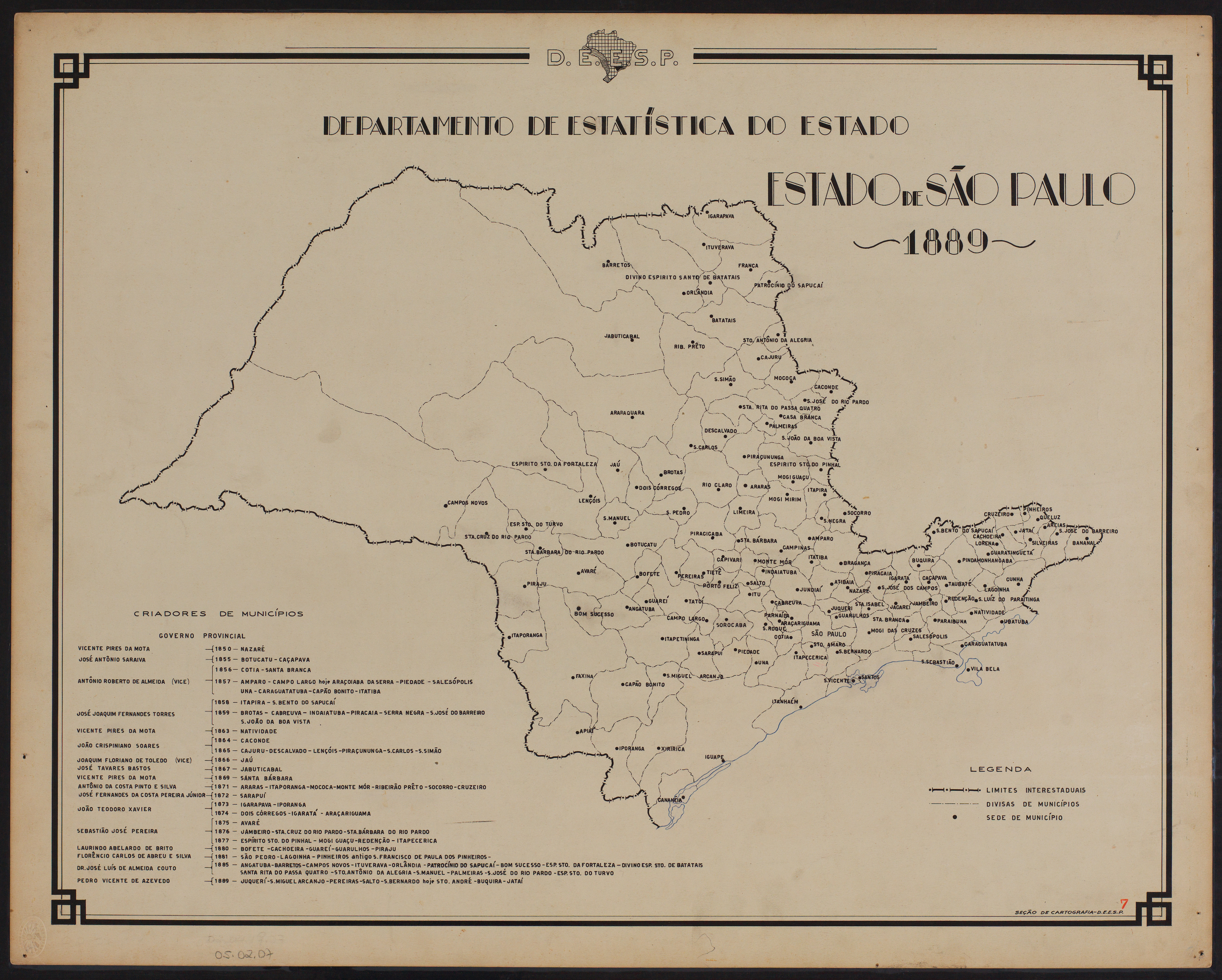
Estado de São Paulo (1889).

|      | Município                                        | Ano  | Desmembrado de          |
| ---- | ------------------------------------------------ | ---- | ----------------------- |
| 49º  | Nazaré Paulista                                  | 1850 | Atibaia                 |
| 50º  | Botucatu                                         | 1855 | Itapetininga            |
| 51º  | Caçapava                                         | 1855 | Taubaté                 |
| 52º  | Cotia                                            | 1856 | São Paulo               |
| 53º  | Santa Branca                                     | 1856 | Jacareí                 |
| 54º  | Amparo                                           | 1857 | Bragança Paulista       |
| 55º  | Araçoiaba da Serra (extinto)                     | 1857 | Sorocaba                |
| 56º  | Caraguatatuba                                    | 1857 | São Sebastião           |
| 57º  | Ibiúna                                           | 1857 | São Roque               |
| 58º  | Itatiba                                          | 1857 | Jundiaí                 |
| 59º  | Piedade                                          | 1857 | Sorocaba                |
| 60º  | Salesópolis                                      | 1857 | Mogi das Cruzes         |
| 61º  | Itapira                                          | 1858 | Mogi Mirim              |
| 62º  | São Bento do Sapucaí                             | 1858 | Pindamonhangaba         |
| 63º  | Brotas                                           | 1859 | Rio Claro               |
| 64º  | Cabreúva                                         | 1859 | Itu                     |
| 65º  | Indaiatuba                                       | 1859 | Itu                     |
| 66º  | Piracaia                                         | 1859 | Nazaré Paulista         |
| 67º  | São João da Boa Vista                            | 1859 | Mogi Mirim              |
| 68º  | São José do Barreiro                             | 1859 | Areias                  |
| 69º  | Serra Negra                                      | 1859 | Mogi Mirim              |
| 70º  | Natividade da Serra (extinto)                    | 1863 | Paraibuna               |
| 71º  | Caconde                                          | 1864 | Casa Branca             |
| 72º  | Cajuru                                           | 1865 | Batatais                |
| 73º  | Descalvado                                       | 1865 | Rio Claro               |
| 74º  | Lençóis Paulista                                 | 1865 | Botucatu                |
| 75º  | Pirassununga                                     | 1865 | Limeira                 |
| 76º  | São Carlos                                       | 1865 | Araraquara              |
| 77º  | São Simão                                        | 1865 | Casa Branca             |
| 78º  | Jaú                                              | 1866 | Brotas                  |
| 79º  | Jaboticabal                                      | 1867 | Araraquara              |
| 80º  | Capão Bonito                                     | 1868 | Itapetininga            |
| 81º  | Santa Bárbara d'Oeste                            | 1869 | Piracicaba              |
| 82º  | Araras                                           | 1871 | Limeira                 |
|      | Embaú (extinto definitivo)                       | 1871 | Lorena                  |
| 83º  | Itaporanga                                       | 1871 | Itapeva                 |
| 84º  | Mococa                                           | 1871 | Casa Branca             |
| 85º  | Monte Mor                                        | 1871 | Itu                     |
| 86º  | Ribeirão Preto                                   | 1871 | São Simão               |
| 87º  | Socorro                                          | 1871 | Bragança Paulista       |
| 88º  | Sarapuí (extinto)                                | 1872 | Itapetininga            |
| 89º  | Igarapava                                        | 1873 | Franca                  |
| 90º  | Igaratá (extinto)                                | 1873 | Santa Isabel            |
| 91º  | Iporanga (extinto)                               | 1873 | Eldorado                |
| 92º  | Araçariguama (extinto)                           | 1874 | São Roque               |
| 93º  | Dois Córregos                                    | 1874 | Brotas                  |
| 94º  | Avaré                                            | 1875 | Botucatu                |
| 95º  | Águas de Santa Bárbara                           | 1876 | Lençóis Paulista        |
| 96º  | Jambeiro                                         | 1876 | Caçapava                |
| 97º  | Santa Cruz do Rio Pardo                          | 1876 | Lençóis Paulista        |
| 98º  | Espírito Santo do Pinhal                         | 1877 | Mogi Mirim              |
| 99º  | Itapecerica da Serra                             | 1877 | Santo Amaro             |
| 100º | Mogi Guaçu                                       | 1877 | Mogi Mirim              |
| 101º | Redenção da Serra (extinto)                      | 1877 | Taubaté                 |
| 102º | Bofete                                           | 1880 | Botucatu                |
| 103º | Cachoeira Paulista                               | 1880 | Lorena                  |
| 104º | Guareí (extinto)                                 | 1880 | Itapetininga            |
| 105º | Guarulhos                                        | 1880 | São Paulo               |
| 106º | Lagoinha (extinto)                               | 1880 | São Luiz do Paraitinga  |
| 107º | Monteiro Lobato (extinto)                        | 1880 | Taubaté                 |
| 108º | Piraju                                           | 1880 | Itaporanga              |
|      | Pinheiros (extinto)                              | 1881 | Queluz                  |
| 109º | São Pedro                                        | 1881 | Piracicaba              |
| 110º | Angatuba                                         | 1885 | Itapetininga            |
| 111º | Barretos                                         | 1885 | Jaboticabal             |
| 112º | Campos Novos Paulista (extinto)                  | 1885 | Santa Cruz do Rio Pardo |
| 113º | Espírito Santo do Turvo (extinto)                | 1885 | Lençóis Paulista        |
| 114º | Ituverava                                        | 1885 | Franca                  |
| 115º | Nuporanga (extinto)                              | 1885 | Batatais                |
| 116º | Paranapanema (extinto)                           | 1885 | Itaí                    |
| 117º | Patrocínio Paulista                              | 1885 | Franca                  |
| 118º | Santa Cruz das Palmeiras                         | 1885 | Casa Branca             |
| 119º | Santa Rita do Passa Quatro                       | 1885 | Pirassununga            |
| 120º | Santo Antônio da Alegria                         | 1885 | Batatais                |
| 121º | São José do Rio Pardo                            | 1885 | Casa Branca             |
| 122º | São Manuel                                       | 1885 | Botucatu                |
|      | Espírito Santo da Fortaleza (extinto definitivo) | 1887 | Lençóis Paulista        |
|      | Jataí (extinto definitivo)                       | 1887 | Silveiras               |
| 123º | Mairiporã                                        | 1889 | Guarulhos               |
| 124º | Pereiras                                         | 1889 | Tatuí                   |
| 125º | Salto                                            | 1889 | Itu                     |
| 126º | São Miguel Arcanjo                               | 1889 | Itapetininga            |

## Municípios criados até 1900

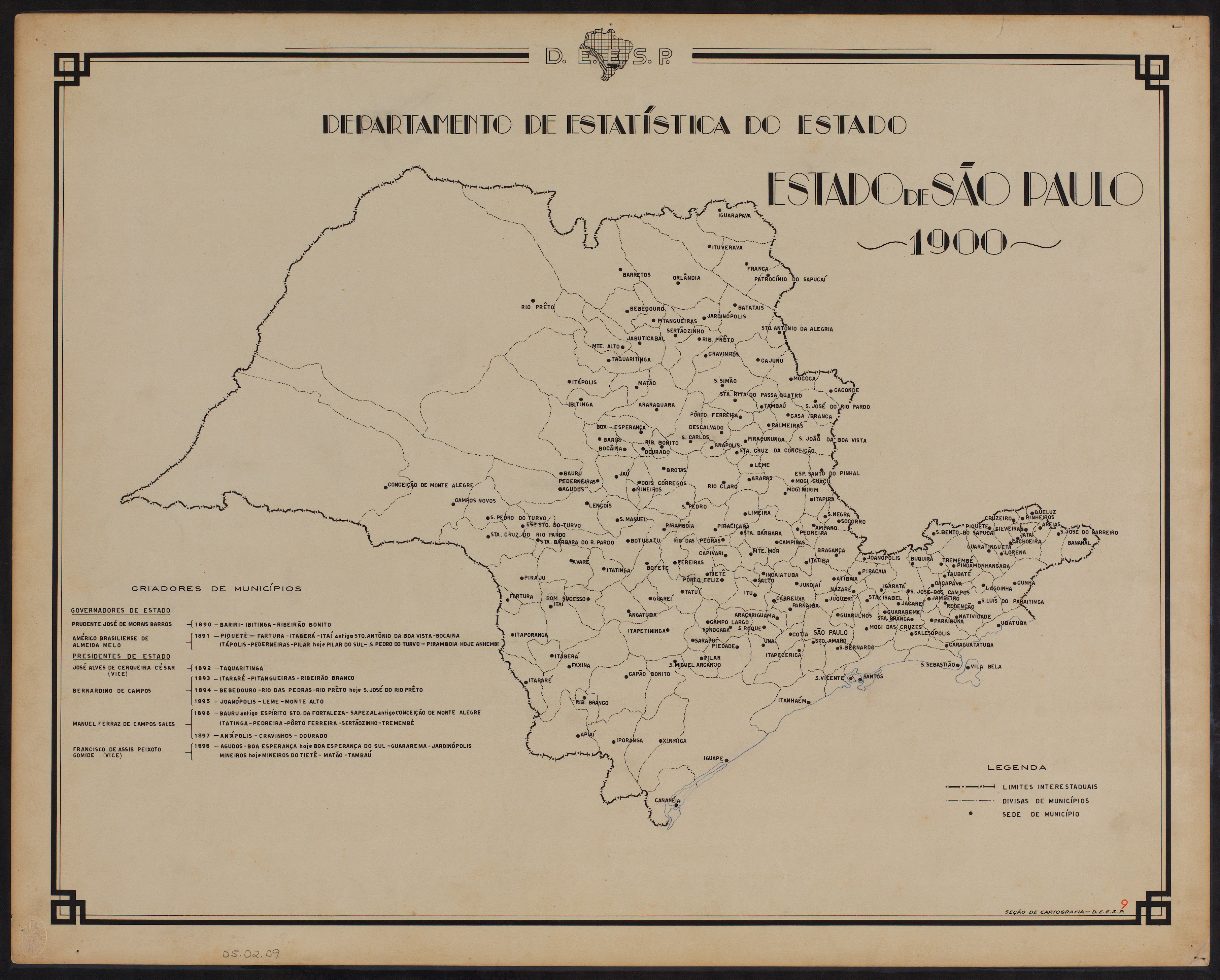
Estado de São Paulo (1900).

|      | Município                                      | Ano  | Desmembrado de              |
| ---- | ---------------------------------------------- | ---- | --------------------------- |
| 127º | Bariri                                         | 1890 | Jaú                         |
| 128º | Ibitinga                                       | 1890 | Araraquara                  |
| 129º | Ribeirão Bonito                                | 1890 | Brotas                      |
| 130º | São Bernardo do Campo (extinto)                | 1890 | São Paulo                   |
| 131º | Anhembi (extinto)                              | 1891 | Botucatu                    |
| 132º | Bocaina                                        | 1891 | Jaú                         |
| 133º | Fartura                                        | 1891 | Piraju                      |
| 134º | Itaberá                                        | 1891 | Itapeva                     |
| 135º | Itaí                                           | 1891 | Itapeva                     |
| 136º | Itápolis                                       | 1891 | Araraquara                  |
| 137º | Pederneiras                                    | 1891 | Lençóis Paulista            |
| 138º | Pilar do Sul (extinto)                         | 1891 | Sarapuí                     |
| 139º | Piquete                                        | 1891 | Lorena                      |
| 140º | São Pedro do Turvo                             | 1891 | Santa Cruz do Rio Pardo     |
| 141º | Ribeirão Branco (extinto)                      | 1892 | Itapeva                     |
| 142º | Taquaritinga                                   | 1892 | Jaboticabal                 |
| 143º | Itararé                                        | 1893 | Itapeva                     |
| 144º | Pitangueiras                                   | 1893 | Jaboticabal                 |
| 145º | Bebedouro                                      | 1894 | Jaboticabal                 |
| 146º | Rio das Pedras                                 | 1894 | Piracicaba                  |
| 147º | São José do Rio Preto                          | 1894 | Jaboticabal                 |
| 148º | Joanópolis                                     | 1895 | Piracaia                    |
| 149º | Leme                                           | 1895 | Pirassununga                |
| 150º | Monte Alto                                     | 1895 | Jaboticabal                 |
| 151º | Bauru (nova sede)                              | 1896 | Espírito Santo da Fortaleza |
|      | Conceição de Monte Alegre (extinto definitivo) | 1896 | Campos Novos Paulista       |
| 152º | Itatinga                                       | 1896 | Avaré                       |
| 153º | Pedreira                                       | 1896 | Amparo                      |
| 154º | Porto Ferreira                                 | 1896 | Pirassununga                |
| 155º | Sertãozinho                                    | 1896 | Ribeirão Preto              |
| 156º | Tremembé                                       | 1896 | Taubaté                     |
| 157º | Analândia                                      | 1897 | Rio Claro                   |
| 158º | Cravinhos                                      | 1897 | Ribeirão Preto              |
| 159º | Dourado                                        | 1897 | Brotas                      |
| 160º | Agudos                                         | 1898 | Lençóis Paulista            |
| 161º | Boa Esperança do Sul                           | 1898 | Araraquara                  |
| 162º | Guararema                                      | 1898 | Mogi das Cruzes             |
| 163º | Jardinópolis                                   | 1898 | Batatais                    |
| 164º | Matão                                          | 1898 | Araraquara                  |
| 165º | Mineiros do Tietê                              | 1898 | Dois Córregos               |
| 166º | Santa Cruz da Conceição (extinto)              | 1898 | Pirassununga                |
| 167º | Tambaú                                         | 1898 | Casa Branca                 |

## Municípios criados até 1920

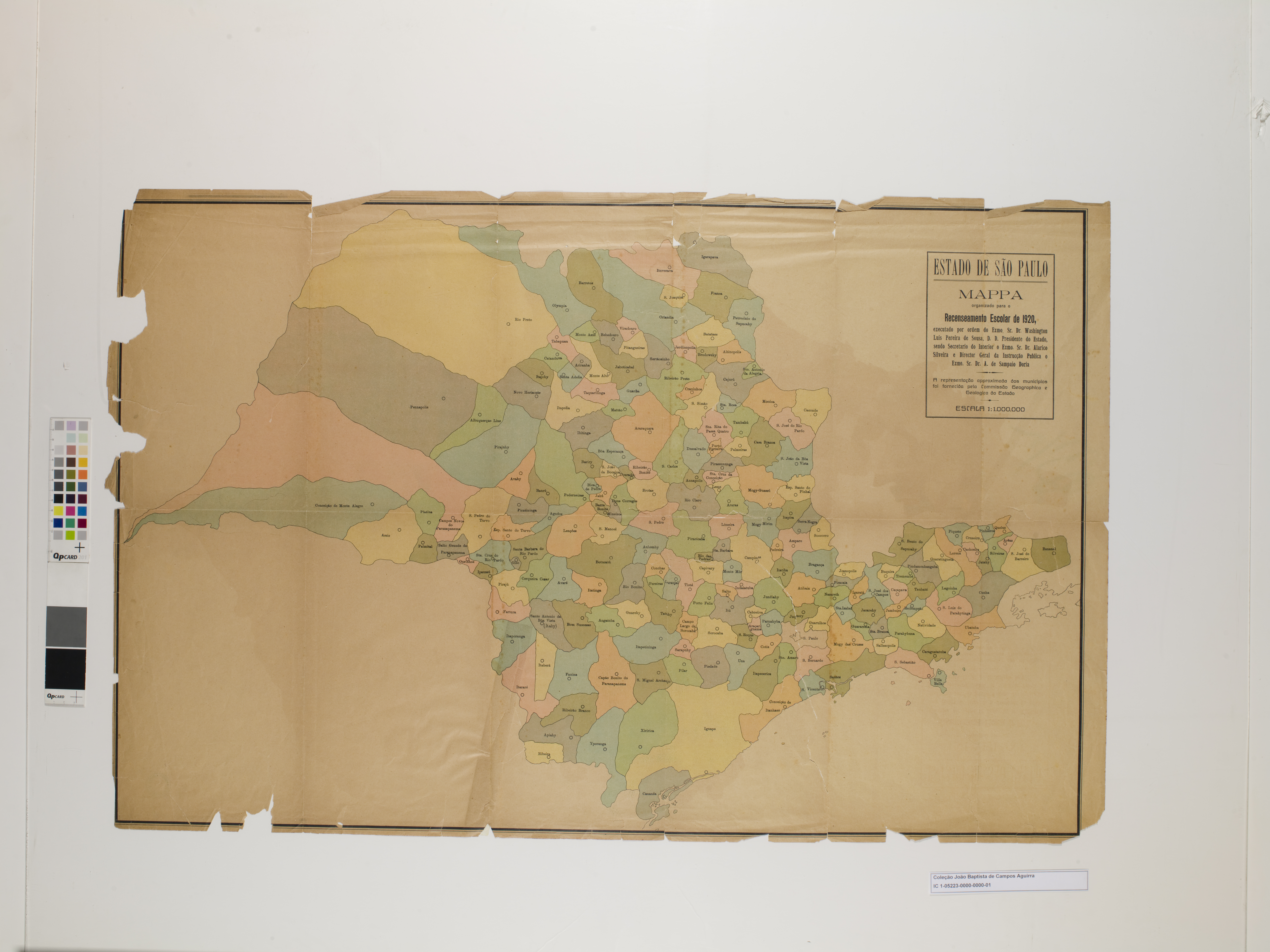
Estado de São Paulo (1920).

|      | Município             | Ano  | Desmembrado de          |
| ---- | --------------------- | ---- | ----------------------- |
| 168º | Cruzeiro (nova sede)  | 1901 | Embaú                   |
| 169º | Orlândia (nova sede)  | 1909 | Nuporanga               |
| 170º | Ribeira (extinto)     | 1910 | Apiaí                   |
| 171º | Santa Rosa de Viterbo | 1910 | São Simão               |
| 172º | Salto Grande          | 1911 | Santa Cruz do Rio Pardo |
| 173º | Barra Bonita          | 1912 | Jaú                     |
| 174º | Brodowski             | 1913 | Batatais                |
| 175º | Itapuí                | 1913 | Jaú                     |
| 176º | Penápolis             | 1913 | Bauru                   |
| 177º | Piratininga           | 1913 | Agudos                  |
| 178º | Monte Azul Paulista   | 1914 | Bebedouro               |
| 179º | Pirajuí               | 1914 | Bauru                   |
| 180º | Ipaussu               | 1915 | Santa Cruz do Rio Pardo |
| 181º | Platina (extinto)     | 1915 | Campos Novos Paulista   |
| 182º | Conchas               | 1916 | Tietê                   |
| 183º | Novo Horizonte        | 1916 | Itápolis                |
| 184º | Santa Adélia          | 1916 | Taquaritinga            |
| 185º | Viradouro             | 1916 | Pitangueiras            |
| 186º | Assis                 | 1917 | Platina                 |
| 187º | Catanduva             | 1917 | São José do Rio Preto   |
| 188º | Cerqueira César       | 1917 | Avaré                   |
| 189º | Guariba               | 1917 | Jaboticabal             |
| 190º | Laranjal Paulista     | 1917 | Tietê                   |
| 191º | Óleo                  | 1917 | Santa Cruz do Rio Pardo |
| 192º | Olímpia               | 1917 | Barretos                |
| 193º | São Joaquim da Barra  | 1917 | Orlândia                |
| 194º | Altinópolis           | 1918 | Batatais                |
| 195º | Ariranha              | 1918 | Monte Alto              |
| 196º | Itajobi               | 1918 | Itápolis                |
| 197º | Ourinhos              | 1918 | Salto Grande            |
| 198º | Avaí                  | 1919 | Bauru                   |
| 199º | Lins                  | 1919 | Pirajuí                 |
| 200º | Palmital              | 1919 | Campos Novos Paulista   |
| 201º | Tabapuã               | 1919 | Monte Alto              |

## Municípios criados até 1923

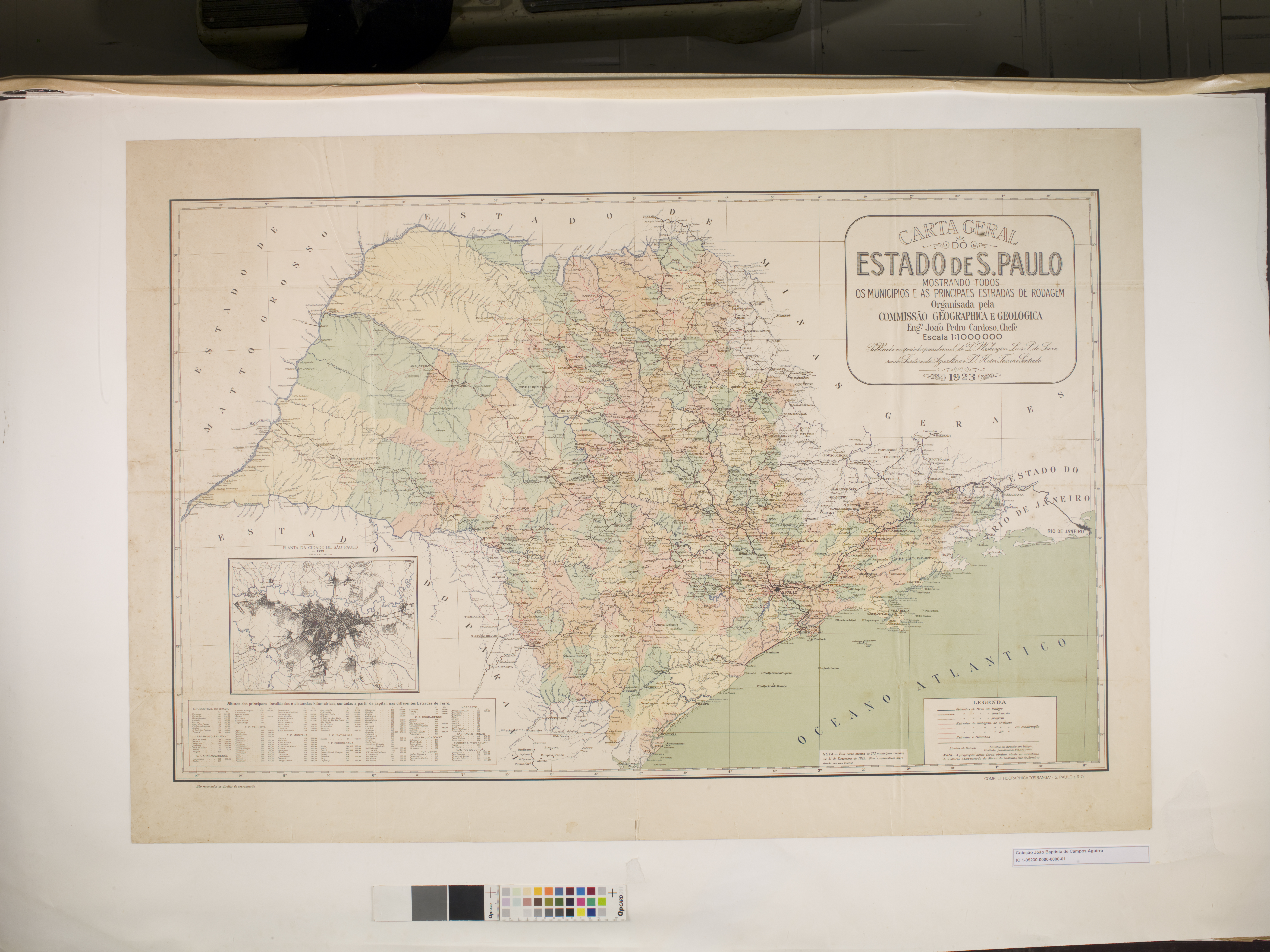
Estado de São Paulo (1923).

|      | Município               | Ano  | Desmembrado de            |
| ---- | ----------------------- | ---- | ------------------------- |
| 202º | Araçatuba               | 1921 | Penápolis                 |
| 203º | Birigui                 | 1921 | Penápolis                 |
| 204º | Buri                    | 1921 | Itapeva                   |
| 205º | Ibirá                   | 1921 | São José do Rio Preto     |
| 206º | Pedregulho              | 1921 | Igarapava                 |
| 207º | Presidente Prudente (1) | 1921 | Conceição de Monte Alegre |
| 207º | Presidente Prudente (2) | 1921 | Campos Novos Paulista     |
| 208º | Vargem Grande do Sul    | 1921 | São João da Boa Vista     |
| 209º | Chavantes               | 1922 | Santa Cruz do Rio Pardo   |
| 210º | Torrinha                | 1922 | Brotas                    |
| 211º | Bernardino de Campos    | 1923 | Santa Cruz do Rio Pardo   |
| 212º | Cândido Mota            | 1923 | Assis                     |
| 213º | Promissão               | 1923 | Penápolis                 |

## Municípios criados até 1933
|      | Município                                | Ano  | Desmembrado de            |
| ---- | ---------------------------------------- | ---- | ------------------------- |
| 214º | Americana                                | 1924 | Campinas                  |
|      | Araçaíba (extinto definitivo)            | 1924 | Apiaí                     |
| 215º | Iacanga                                  | 1924 | Pederneiras               |
| 216º | Macatuba                                 | 1924 | Lençóis Paulista          |
| 217º | Maracaí                                  | 1924 | Conceição de Monte Alegre |
| 218º | Mirassol                                 | 1924 | São José do Rio Preto     |
| 219º | Monte Aprazível                          | 1924 | São José do Rio Preto     |
| 220º | Paraguaçu Paulista                       | 1924 | Conceição de Monte Alegre |
| 221º | Riversul (extinto)                       | 1924 | Itaporanga                |
| 222º | Tanabi                                   | 1924 | São José do Rio Preto     |
| 223º | Avanhandava                              | 1925 | Penápolis                 |
| 224º | Borborema                                | 1925 | Itápolis                  |
| 225º | Cafelândia                               | 1925 | Pirajuí                   |
| 226º | Colina                                   | 1925 | Barretos                  |
| 227º | Glicério                                 | 1925 | Penápolis                 |
| 228º | Guará                                    | 1925 | Ituverava                 |
| 229º | Nova Granada                             | 1925 | São José do Rio Preto     |
| 230º | Pindorama                                | 1925 | Santa Adélia              |
| 231º | Potirendaba                              | 1925 | São José do Rio Preto     |
| 232º | Quatá                                    | 1925 | Conceição de Monte Alegre |
| 233º | Santo Anastácio (1)                      | 1925 | Presidente Prudente (2)   |
| 233º | Santo Anastácio (2)                      | 1925 | Presidente Prudente (1)   |
| 234º | São Sebastião da Grama                   | 1925 | São José do Rio Pardo     |
| 235º | Tabatinga                                | 1925 | Ibitinga                  |
| 236º | Taquarituba                              | 1925 | Itaporanga                |
| 237º | Uchoa                                    | 1925 | São José do Rio Preto     |
| 238º | Cajobi                                   | 1926 | Olímpia                   |
| 239º | Duartina                                 | 1926 | Piratininga               |
| 240º | José Bonifácio                           | 1926 | São José do Rio Preto     |
|      | Nuporanga (reinstalado)                  | 1926 | Orlândia                  |
| 241º | Presidente Venceslau (1)                 | 1926 | Presidente Prudente (2)   |
| 241º | Presidente Venceslau (2)                 | 1926 | Presidente Prudente (1)   |
| 242º | Gália                                    | 1927 | Duartina                  |
| 243º | Jacupiranga                              | 1927 | Iguape                    |
| 244º | Porangaba                                | 1927 | Tatuí                     |
| 245º | Presidente Alves                         | 1927 | Avaí                      |
| 246º | Serra Azul                               | 1927 | São Simão                 |
| 247º | Aparecida                                | 1928 | Guaratinguetá             |
| 248º | Coroados                                 | 1928 | Birigui                   |
| 249º | Garça (1)                                | 1928 | Campos Novos Paulista     |
| 249º | Garça (2)                                | 1928 | Pirajuí                   |
| 250º | Guaíra                                   | 1928 | Orlândia                  |
| 251º | Marília (1)                              | 1928 | Cafelândia                |
| 251º | Marília (2)                              | 1928 | Campos Novos Paulista     |
| 252º | Tapiratiba                               | 1928 | Caconde                   |
| 253º | Urupês                                   | 1928 | Itajobi                   |
| 254º | Cedral                                   | 1929 | São José do Rio Preto     |
|      | Sapezal (nova sede - extinto definitivo) | 1933 | Conceição de Monte Alegre |

## Municípios criados até 1937

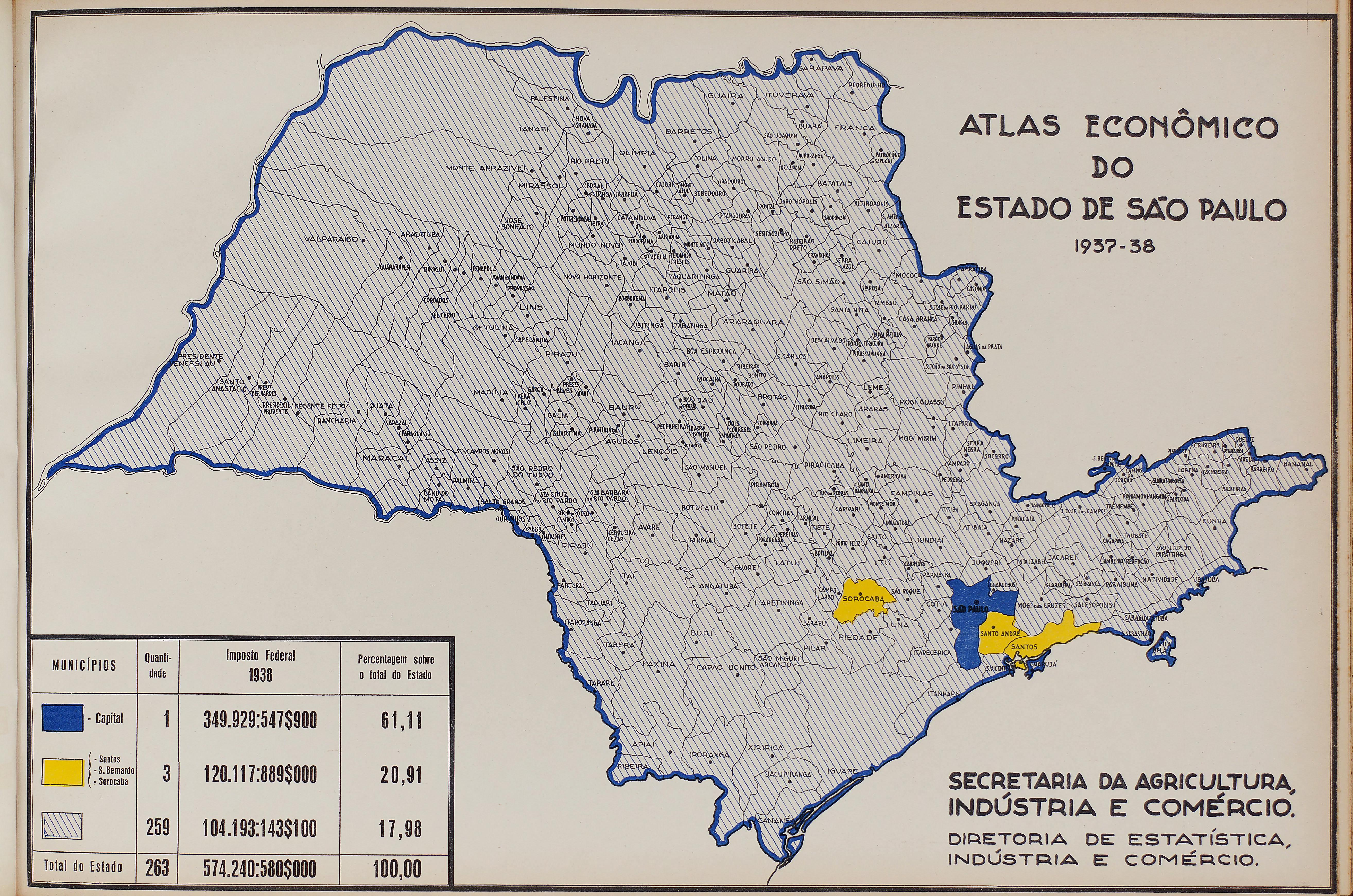
Estado de São Paulo (1937).

|      | Município                                    | Ano  | Desmembrado de          |
| ---- | -------------------------------------------- | ---- | ----------------------- |
| 255º | Campos do Jordão                             | 1934 | São Bento do Sapucaí    |
| 256º | Guarujá                                      | 1934 | Santos                  |
|      | Ilhabela (reinstalado)                       | 1934 | São Sebastião           |
| 257º | Morro Agudo                                  | 1934 | Orlândia                |
|      | Pirambóia (extinto definitivo)               | 1934 | Anhembi                 |
| 258º | Vera Cruz                                    | 1934 | Marília (1)             |
| 259º | Águas da Prata                               | 1935 | São João da Boa Vista   |
| 260º | Fernando Prestes                             | 1935 | Monte Alto              |
| 261º | Getulina                                     | 1935 | Lins                    |
| 262º | Itirapina                                    | 1935 | Rio Claro               |
|      | Natividade da Serra (reinstalado)            | 1935 | Paraibuna               |
| 263º | Pirangi                                      | 1935 | Jaboticabal             |
| 264º | Pontal                                       | 1935 | Sertãozinho             |
| 265º | Presidente Bernardes                         | 1935 | Presidente Prudente (2) |
| 266º | Rancharia (1)                                | 1935 | Quatá                   |
| 266º | Rancharia (2)                                | 1935 | Sapezal                 |
|      | Redenção da Serra (reinstalado)              | 1935 | Jambeiro                |
| 267º | Regente Feijó (1)                            | 1935 | Presidente Prudente (1) |
| 267º | Regente Feijó (2)                            | 1935 | Presidente Prudente (2) |
|      | Araçoiaba da Serra (reinstalado)             | 1936 | Sorocaba                |
|      | Guareí (reinstalado)                         | 1936 | Tatuí                   |
|      | Iporanga (reinstalado)                       | 1936 | Apiaí                   |
| 268º | Palestina                                    | 1936 | Nova Granada            |
|      | Pilar do Sul (reinstalado)                   | 1936 | Piedade                 |
|      | Ribeira (reinstalado)                        | 1936 | Apiaí                   |
| 269º | Boituva                                      | 1937 | Porto Feliz             |
| 270º | Guararapes                                   | 1937 | Araçatuba               |
|      | Pinheiros (reinstalado - extinto definitivo) | 1937 | Queluz                  |
|      | Sarapuí (reinstalado)                        | 1937 | Itapetininga            |
| 271º | Valparaíso                                   | 1937 | Araçatuba               |

## Municípios criados em 1938
O estado de São Paulo possuía 263 municípios até 1938 e passou a contar com 270 municípios em 1939, quando foram instalados os municípios criados através do Decreto nº 9.775 de 30 de novembro de 1938.
|      | Município               | Ano  | Desmembrado de        |
| ---- | ----------------------- | ---- | --------------------- |
| 272º | Andradina               | 1938 | Valparaíso            |
| 273º | Echaporã (nova sede)    | 1938 | Campos Novos Paulista |
| 274º | Lindoia (extinto)       | 1938 | Serra Negra           |
| 275º | Martinópolis (1)        | 1938 | Regente Feijó (1)     |
| 275º | Martinópolis (2)        | 1938 | Regente Feijó (2)     |
| 276º | Miracatu                | 1938 | Iguape                |
| 277º | Paulo de Faria          | 1938 | Olímpia               |
| 278º | Pereira Barreto (1)     | 1938 | Monte Aprazível       |
| 278º | Pereira Barreto (2)     | 1938 | Tanabi                |
| 278º | Pereira Barreto (3)     | 1938 | Araçatuba             |
| 279º | Pompeia (1)             | 1938 | Marília (2)           |
| 279º | Pompeia (2)             | 1938 | Glicério              |
| 280º | Santo André (nova sede) | 1938 | São Bernardo do Campo |
| 281º | Tupã (1)                | 1938 | Glicério              |
| 281º | Tupã (2)                | 1938 | Marília (2)           |
| 281º | Tupã (3)                | 1938 | Araçatuba             |
| 281º | Tupã (4)                | 1938 | Birigui               |
| 281º | Tupã (5)                | 1938 | Coroados              |

## Municípios criados em 1944
O estado de São Paulo possuía 270 municípios até 1944 e passou a contar com 305 municípios em 1945, quando foram instalados os municípios criados através do Decreto-Lei nº 14.334 de 30 de novembro de 1944.

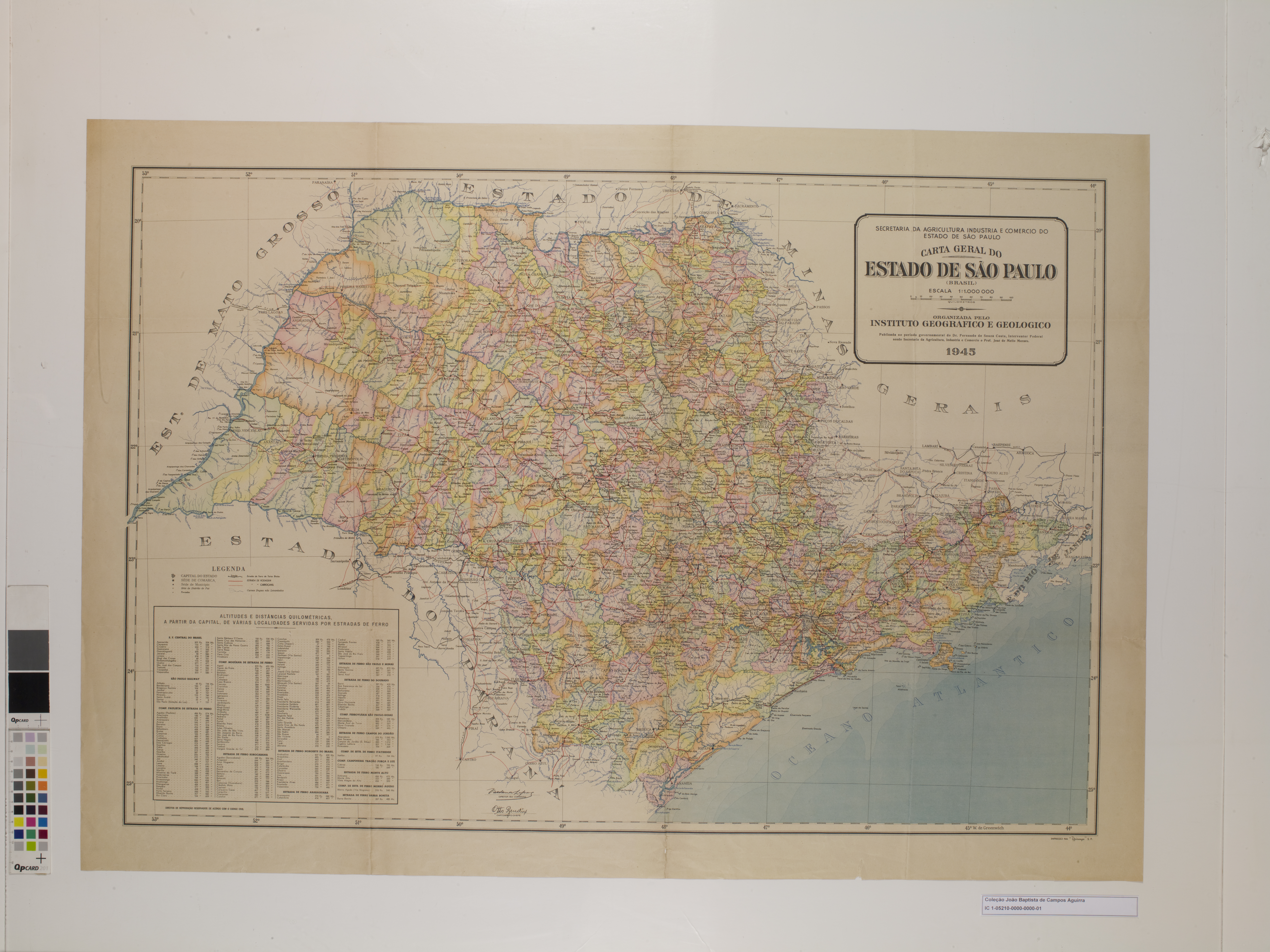
Estado de São Paulo (1944).

|      | Município                           | Ano  | Desmembrado de           |
| ---- | ----------------------------------- | ---- | ------------------------ |
| 282º | Aguaí                               | 1944 | São João da Boa Vista    |
| 283º | Álvares Machado                     | 1944 | Presidente Prudente (2)  |
| 284º | Bastos                              | 1944 | Tupã (2)                 |
| 285º | Bilac                               | 1944 | Birigui                  |
| 286º | Cosmópolis                          | 1944 | Campinas                 |
| 287º | Elias Fausto                        | 1944 | Monte Mor                |
| 288º | Fernandópolis (1)                   | 1944 | Tanabi                   |
| 288º | Fernandópolis (2)                   | 1944 | Pereira Barreto (2)      |
| 289º | Franco da Rocha                     | 1944 | Mairiporã                |
| 290º | General Salgado                     | 1944 | Monte Aprazível          |
| 291º | Guaraci                             | 1944 | Olímpia                  |
| 292º | Guarantã                            | 1944 | Pirajuí                  |
| 293º | Herculândia                         | 1944 | Pompeia (2)              |
| 294º | Ibirarema                           | 1944 | Salto Grande             |
| 295º | Iepê (1)                            | 1944 | Rancharia (2)            |
| 295º | Iepê (2)                            | 1944 | Martinópolis (1)         |
| 295º | Iepê (3)                            | 1944 | Paraguaçu Paulista       |
| 296º | Irapuã                              | 1944 | Novo Horizonte           |
| 297º | Lavínia                             | 1944 | Valparaíso               |
| 298º | Lavrinhas (nova sede)               | 1944 | Pinheiros                |
| 299º | Lucélia (1)                         | 1944 | Martinópolis (2)         |
| 299º | Lucélia (2)                         | 1944 | Guararapes               |
| 299º | Lucélia (3)                         | 1944 | Valparaíso               |
| 299º | Lucélia (4)                         | 1944 | Andradina                |
| 299º | Lucélia (5)                         | 1944 | Presidente Prudente (2)  |
| 299º | Lucélia (6)                         | 1944 | Presidente Bernardes (1) |
| 299º | Lucélia (7)                         | 1944 | Santo Anastácio (1)      |
| 299º | Lucélia (8)                         | 1944 | Presidente Venceslau (1) |
| 300º | Lutécia                             | 1944 | Echaporã                 |
| 301º | Manduri                             | 1944 | Piraju                   |
| 302º | Miguelópolis                        | 1944 | Ituverava                |
| 303º | Mirandópolis                        | 1944 | Valparaíso               |
| 304º | Neves Paulista                      | 1944 | Mirassol                 |
| 305º | Nhandeara                           | 1944 | Monte Aprazível          |
| 306º | Nova Aliança                        | 1944 | São José do Rio Preto    |
| 307º | Oriente                             | 1944 | Marília (1)              |
| 308º | Osvaldo Cruz (1)                    | 1944 | Martinópolis (2)         |
| 308º | Osvaldo Cruz (2)                    | 1944 | Guararapes               |
|      | Paranapanema (reinstalado)          | 1944 | Itaí                     |
| 309º | Parapuã                             | 1944 | Tupã (3)                 |
| 310º | Quintana                            | 1944 | Pompeia (1)              |
| 311º | Registro                            | 1944 | Iguape                   |
|      | Ribeirão Branco (reinstalado)       | 1944 | Itapeva                  |
| 312º | Rinópolis                           | 1944 | Tupã (3)                 |
| 313º | Sales Oliveira                      | 1944 | Orlândia                 |
|      | São Bernardo do Campo (reinstalado) | 1944 | Santo André              |
| 314º | Votuporanga                         | 1944 | Tanabi                   |

## Municípios criados em 1948

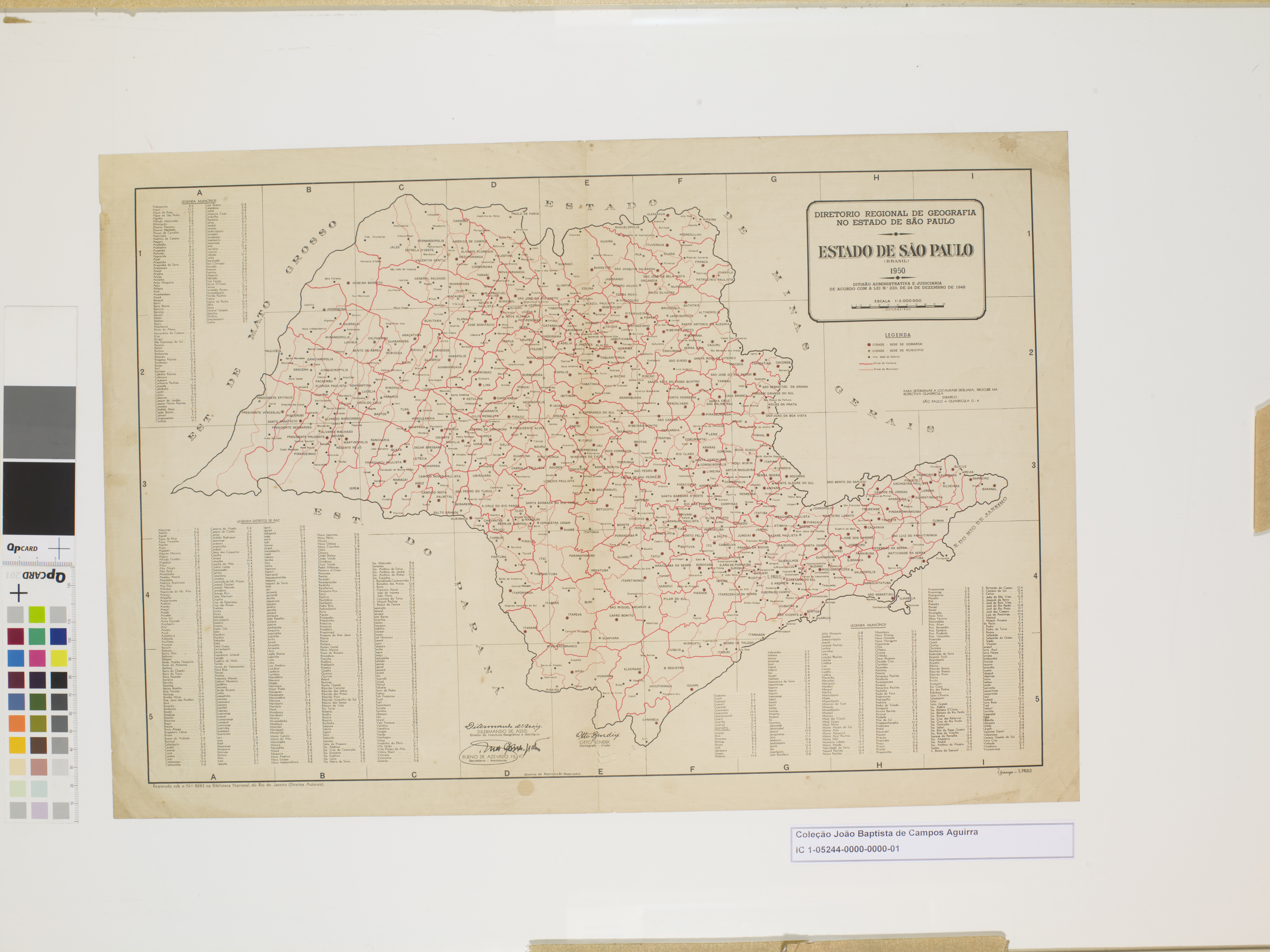
Estado de São Paulo (1948).

O estado de São Paulo possuía 305 municípios até 1948 e passou a contar com 369 municípios em 1949, quando foram instalados os municípios criados através da Lei nº 233 de 24 de dezembro de 1948.
|      | Município                           | Ano  | Desmembrado de           |
| ---- | ----------------------------------- | ---- | ------------------------ |
| 315º | Adamantina (1)                      | 1948 | Lucélia (5)              |
| 315º | Adamantina (2)                      | 1948 | Lucélia (3)              |
| 316º | Águas de São Pedro                  | 1948 | São Pedro                |
| 317º | Alfredo Marcondes                   | 1948 | Presidente Prudente (2)  |
| 318º | Álvares Florence                    | 1948 | Votuporanga              |
| 319º | Álvaro de Carvalho                  | 1948 | Garça (2)                |
| 320º | Américo de Campos                   | 1948 | Tanabi                   |
|      | Anhembi (reinstalado)               | 1948 | Pirambóia                |
| 321º | Arealva                             | 1948 | Iacanga                  |
| 322º | Artur Nogueira                      | 1948 | Mogi Mirim               |
| 323º | Barueri                             | 1948 | Santana de Parnaíba      |
| 324º | Bento de Abreu                      | 1948 | Valparaíso               |
| 325º | Buritama                            | 1948 | Monte Aprazível          |
| 326º | Cabrália Paulista                   | 1948 | Piratininga              |
|      | Campos Novos Paulista (reinstalado) | 1948 | Ibirarema                |
| 327º | Cardoso                             | 1948 | Votuporanga              |
| 328º | Cerquilho                           | 1948 | Tietê                    |
| 329º | Conchal                             | 1948 | Mogi Mirim               |
| 330º | Cordeirópolis                       | 1948 | Limeira                  |
| 331º | Corumbataí                          | 1948 | Rio Claro                |
| 332º | Cosmorama                           | 1948 | Tanabi                   |
| 333º | Cubatão                             | 1948 | Santos                   |
| 334º | Dracena (1)                         | 1948 | Lucélia (4)              |
| 334º | Dracena (2)                         | 1948 | Lucélia (7)              |
| 334º | Dracena (3)                         | 1948 | Lucélia (8)              |
| 335º | Estrela d'Oeste                     | 1948 | Fernandópolis (1)        |
| 336º | Flórida Paulista (1)                | 1948 | Lucélia (5)              |
| 336º | Flórida Paulista (2)                | 1948 | Lucélia (3)              |
| 337º | Guapiara                            | 1948 | Capão Bonito             |
| 338º | Guaraçaí                            | 1948 | Andradina                |
| 339º | Indiana                             | 1948 | Regente Feijó (1)        |
| 340º | Ipuã                                | 1948 | São Joaquim da Barra     |
| 341º | Itariri                             | 1948 | Itanhaém                 |
| 342º | Itirapuã                            | 1948 | Patrocínio Paulista      |
| 343º | Jaborandi                           | 1948 | Colina                   |
| 344º | Jales (1)                           | 1948 | Fernandópolis (2)        |
| 344º | Jales (2)                           | 1948 | Fernandópolis (1)        |
| 345º | Jarinu                              | 1948 | Atibaia                  |
| 346º | Júlio Mesquita                      | 1948 | Cafelândia               |
| 347º | Junqueirópolis (1)                  | 1948 | Lucélia (7)              |
| 347º | Junqueirópolis (2)                  | 1948 | Lucélia (4)              |
| 348º | Juquiá                              | 1948 | Miracatu                 |
| 349º | Macaubal                            | 1948 | Monte Aprazível          |
| 350º | Monte Alegre do Sul                 | 1948 | Amparo                   |
|      | Monteiro Lobato (reinstalado)       | 1948 | São José dos Campos      |
| 351º | Oscar Bressane                      | 1948 | Lutécia                  |
| 352º | Pacaembu (1)                        | 1948 | Lucélia (6)              |
| 352º | Pacaembu (2)                        | 1948 | Lucélia (3)              |
| 353º | Pauliceia (1)                       | 1948 | Lucélia (4)              |
| 353º | Pauliceia (2)                       | 1948 | Lucélia (8)              |
| 354º | Pedro de Toledo                     | 1948 | Miracatu                 |
| 355º | Piquerobi                           | 1948 | Santo Anastácio (1)      |
| 356º | Pirapozinho                         | 1948 | Presidente Prudente (1)  |
| 357º | Planalto                            | 1948 | Monte Aprazível          |
| 358º | Poá                                 | 1948 | Mogi das Cruzes          |
| 359º | Pongaí                              | 1948 | Pirajuí                  |
| 360º | Presidente Epitácio (1)             | 1948 | Presidente Venceslau (1) |
| 360º | Presidente Epitácio (2)             | 1948 | Presidente Venceslau (2) |
| 361º | Reginópolis                         | 1948 | Pirajuí                  |
| 362º | Rifaina                             | 1948 | Pedregulho               |
| 363º | Rincão                              | 1948 | Araraquara               |
| 364º | Rubiácea                            | 1948 | Guararapes               |
| 365º | Santa Gertrudes                     | 1948 | Rio Claro                |
| 366º | São Caetano do Sul                  | 1948 | Santo André              |
| 367º | São José da Bela Vista              | 1948 | Franca                   |
| 368º | Serrana                             | 1948 | Cravinhos                |
| 369º | Suzano                              | 1948 | Mogi das Cruzes          |
| 370º | Taiúva                              | 1948 | Jaboticabal              |
| 371º | Terra Roxa                          | 1948 | Viradouro                |
| 372º | Timburi                             | 1948 | Piraju                   |
| 373º | Tupi Paulista                       | 1948 | Lucélia (4)              |
| 374º | Ubirajara                           | 1948 | São Pedro do Turvo       |
| 375º | Valentim Gentil                     | 1948 | Votuporanga              |
| 376º | Vinhedo                             | 1948 | Jundiaí                  |

## Municípios criados em 1953

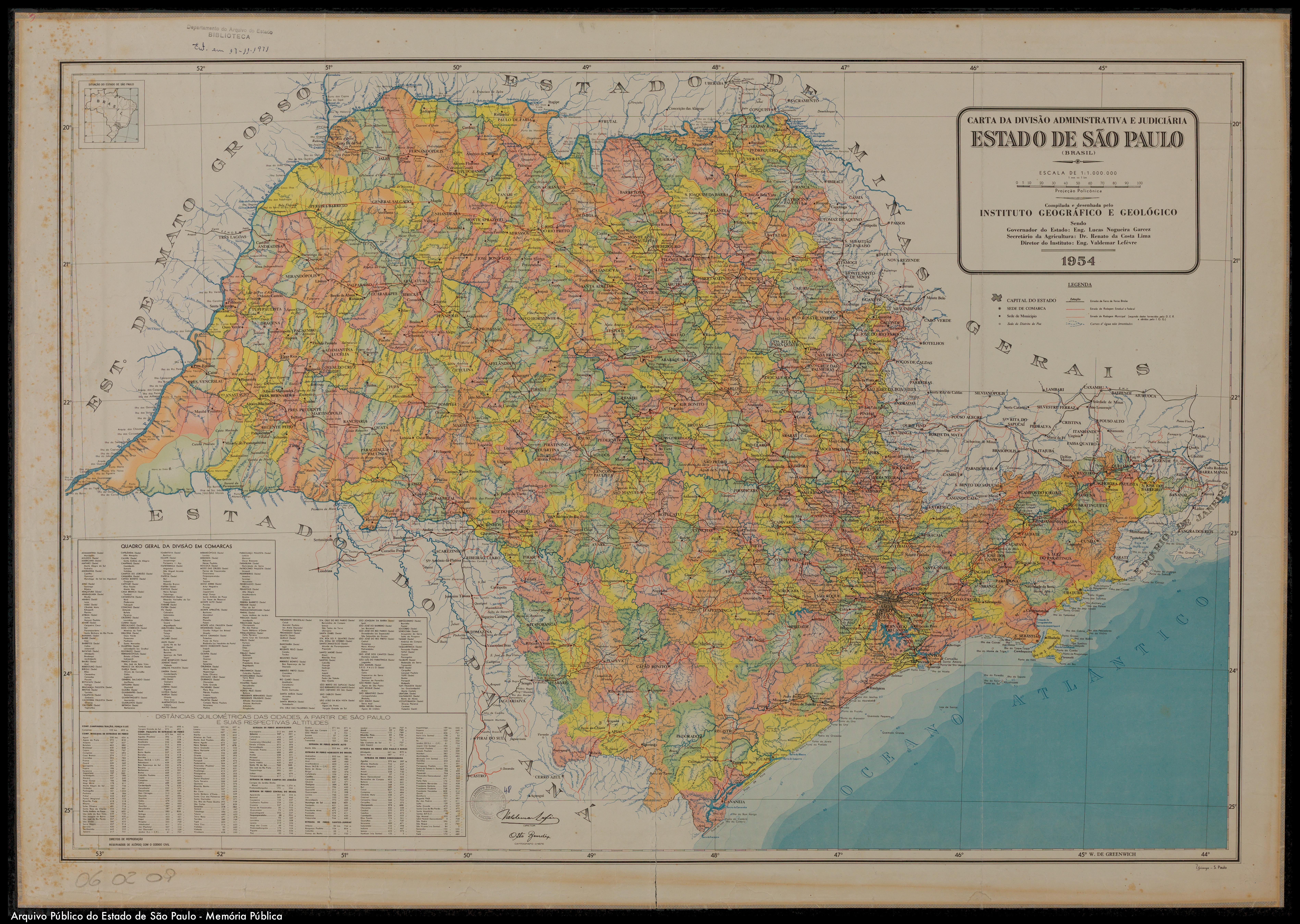
Estado de São Paulo (1953).

O estado de São Paulo possuía 369 municípios até 1953 e passou a contar com 435 municípios em 1954, quando foram instalados os municípios criados através da Lei nº 2.456 de 30 de dezembro de 1953.
|      | Município                             | Ano  | Desmembrado de           |
| ---- | ------------------------------------- | ---- | ------------------------ |
| 377º | Águas de Lindoia (nova sede)          | 1953 | Lindoia                  |
| 378º | Alto Alegre                           | 1953 | Penápolis                |
| 379º | Anhumas                               | 1953 | Presidente Prudente (1)  |
| 380º | Auriflama                             | 1953 | General Salgado          |
| 381º | Balbinos                              | 1953 | Pirajuí                  |
| 382º | Bálsamo                               | 1953 | Mirassol                 |
| 383º | Barrinha                              | 1953 | Sertãozinho              |
| 384º | Braúna                                | 1953 | Glicério                 |
| 385º | Buritizal                             | 1953 | Igarapava                |
| 386º | Caiabu                                | 1953 | Regente Feijó (2)        |
| 387º | Caiuá                                 | 1953 | Presidente Venceslau (1) |
| 388º | Castilho                              | 1953 | Andradina                |
| 389º | Charqueada                            | 1953 | Piracicaba               |
| 390º | Clementina                            | 1953 | Coroados                 |
| 391º | Divinolândia                          | 1953 | São José do Rio Pardo    |
| 392º | Ferraz de Vasconcelos                 | 1953 | Poá                      |
| 393º | Flora Rica                            | 1953 | Pacaembu (1)             |
| 394º | Florínea (extinto)                    | 1953 | Assis                    |
| 395º | Gastão Vidigal                        | 1953 | Nhandeara                |
| 396º | Guaiçara                              | 1953 | Lins                     |
| 397º | Guaimbê                               | 1953 | Getulina                 |
| 398º | Guapiaçu                              | 1953 | São José do Rio Preto    |
| 399º | Ibaté                                 | 1953 | São Carlos               |
| 400º | Icém                                  | 1953 | Guaraci                  |
| 401º | Igaraçu do Tietê                      | 1953 | Barra Bonita             |
|      | Igaratá (reinstalado)                 | 1953 | Santa Isabel             |
| 402º | Indiaporã                             | 1953 | Fernandópolis (1)        |
| 403º | Iracemápolis                          | 1953 | Limeira                  |
| 404º | Irapuru                               | 1953 | Pacaembu (1)             |
| 405º | Itaju                                 | 1953 | Bariri                   |
| 406º | Itaquaquecetuba                       | 1953 | Mogi das Cruzes          |
| 407º | Jaguariúna                            | 1953 | Mogi Mirim               |
|      | Lagoinha (reinstalado)                | 1953 | São Luiz do Paraitinga   |
| 408º | Lucianópolis                          | 1953 | Duartina                 |
| 409º | Lupércio                              | 1953 | Garça (1)                |
| 410º | Magda                                 | 1953 | Nhandeara                |
| 411º | Marabá Paulista                       | 1953 | Presidente Venceslau (2) |
| 412º | Mariápolis                            | 1953 | Adamantina (1)           |
| 413º | Mauá                                  | 1953 | Santo André              |
| 414º | Mirante do Paranapanema (1)           | 1953 | Santo Anastácio (2)      |
| 414º | Mirante do Paranapanema (2)           | 1953 | Presidente Venceslau (2) |
| 415º | Monte Castelo                         | 1953 | Tupi Paulista            |
| 416º | Murutinga do Sul                      | 1953 | Andradina                |
| 417º | Nipoã                                 | 1953 | Monte Aprazível          |
| 418º | Nova Europa                           | 1953 | Tabatinga                |
| 419º | Ouro Verde                            | 1953 | Dracena (3)              |
| 420º | Panorama                              | 1953 | Paulicéia (2)            |
| 421º | Paraíso                               | 1953 | Pirangi                  |
| 422º | Pariquera-Açu                         | 1953 | Jacupiranga              |
| 423º | Piacatu                               | 1953 | Bilac                    |
|      | Platina (reinstalado)                 | 1953 | Palmital                 |
| 424º | Poloni                                | 1953 | Monte Aprazível          |
| 425º | Ribeirão Pires                        | 1953 | Santo André              |
| 426º | Riolândia                             | 1953 | Paulo de Faria           |
|      | Riversul (reinstalado)                | 1953 | Itaporanga               |
| 427º | Sabino                                | 1953 | Lins                     |
| 428º | Salto de Pirapora                     | 1953 | Sorocaba                 |
|      | Santa Cruz da Conceição (reinstalado) | 1953 | Leme                     |
| 429º | Santa Fé do Sul                       | 1953 | Jales (1)                |
| 430º | Santa Mercedes                        | 1953 | Paulicéia (1)            |
| 431º | Santo Antônio de Posse                | 1953 | Mogi Mirim               |
| 432º | Santo Antônio do Jardim               | 1953 | Espírito Santo do Pinhal |
| 433º | Severínia                             | 1953 | Olímpia                  |
| 434º | Sumaré                                | 1953 | Campinas                 |
| 435º | Taciba                                | 1953 | Regente Feijó (1)        |
| 436º | Taiaçu                                | 1953 | Jaboticabal              |
| 437º | Uru                                   | 1953 | Pirajuí                  |
| 438º | Valinhos                              | 1953 | Campinas                 |

## Municípios criados em 1959

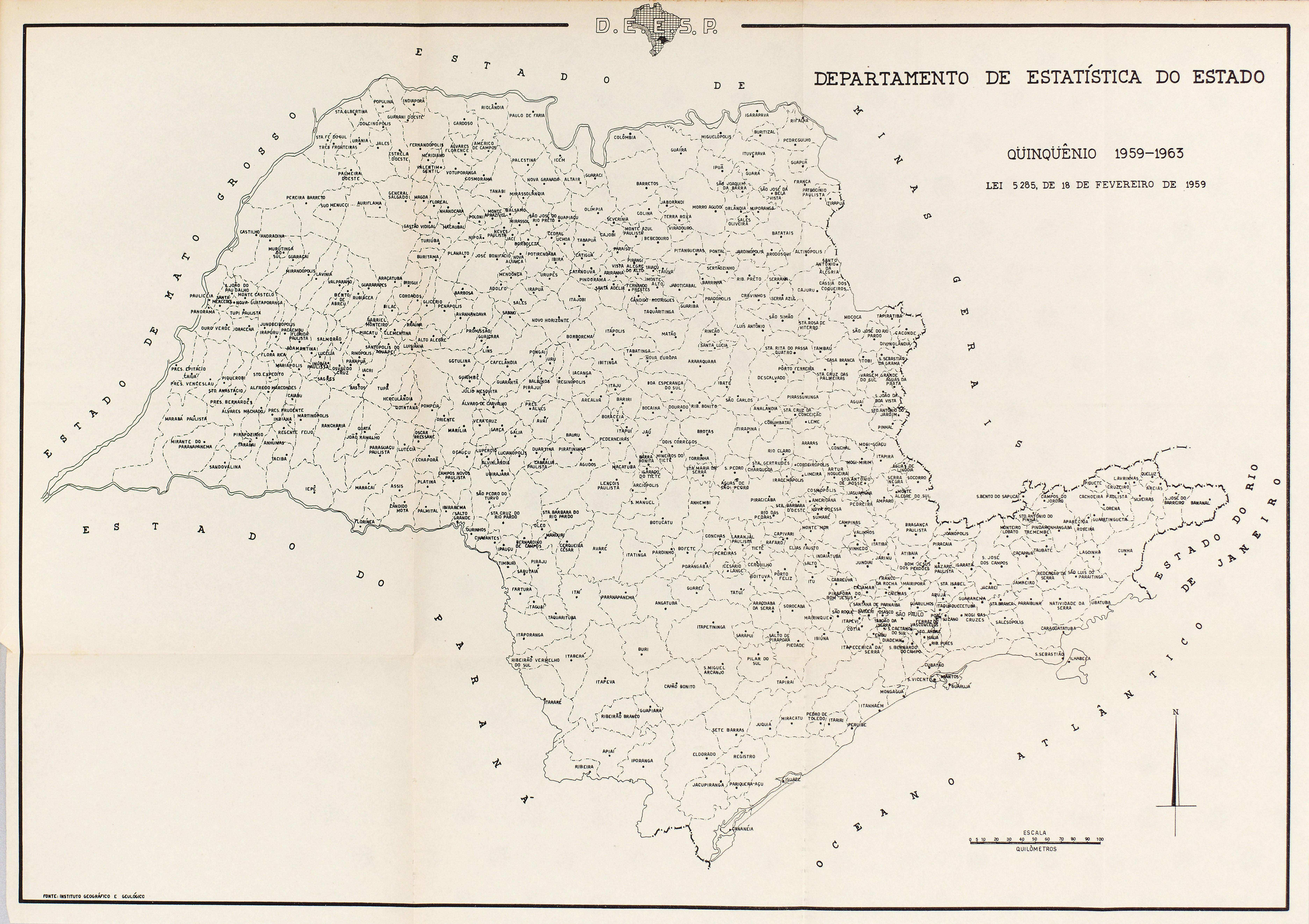
Estado de São Paulo (1959).

O estado de São Paulo possuía 435 municípios até 1959 e passou a contar com 502 municípios em 1960, quando foram instalados os municípios criados pela Lei nº 5.285 de 18 de fevereiro de 1959. Os municípios de Rafard, Roseira e Tarabai não foram instalados por decisão judicial, e em 1961 o município de Florínea volta a condição de distrito também por decisão judicial, passando o estado a contar com 501 municípios até 1964.
|      | Município               | Ano  | Desmembrado de           |
| ---- | ----------------------- | ---- | ------------------------ |
| 439º | Adolfo                  | 1959 | Nova Aliança             |
| 440º | Altair                  | 1959 | Olímpia                  |
| 441º | Alvinlândia             | 1959 | Garça (1)                |
| 442º | Areiópolis              | 1959 | São Manuel               |
| 443º | Arujá                   | 1959 | Santa Isabel             |
| 444º | Bady Bassitt            | 1959 | São José do Rio Preto    |
| 445º | Barbosa                 | 1959 | Avanhandava              |
| 446º | Bom Jesus dos Perdões   | 1959 | Nazaré Paulista          |
| 447º | Boraceia                | 1959 | Itapuí                   |
| 448º | Caieiras                | 1959 | Franco da Rocha          |
| 449º | Cajamar                 | 1959 | Santana de Parnaíba      |
| 450º | Cândido Rodrigues       | 1959 | Taquaritinga             |
| 451º | Cássia dos Coqueiros    | 1959 | Cajuru                   |
| 452º | Catiguá                 | 1959 | Catanduva                |
| 453º | Cesário Lange           | 1959 | Tatuí                    |
| 454º | Colômbia                | 1959 | Barretos                 |
| 455º | Cristais Paulista       | 1959 | Franca                   |
| 456º | Diadema                 | 1959 | São Bernardo do Campo    |
| 457º | Dolcinópolis            | 1959 | Jales (2)                |
| 458º | Embu das Artes          | 1959 | Itapecerica da Serra     |
| 459º | Floreal                 | 1959 | Nhandeara                |
| 460º | Gabriel Monteiro        | 1959 | Bilac                    |
| 461º | Guarani d'Oeste         | 1959 | Fernandópolis (1)        |
| 462º | Iacri                   | 1959 | Tupã (4)                 |
| 463º | Inúbia Paulista         | 1959 | Lucélia (1)              |
| 464º | Itapevi                 | 1959 | Cotia                    |
| 465º | Itobi                   | 1959 | Casa Branca              |
| 466º | Jaci                    | 1959 | Mirassol                 |
| 467º | João Ramalho            | 1959 | Quatá                    |
| 468º | Luís Antônio            | 1959 | São Simão                |
| 469º | Luiziânia               | 1959 | Braúna                   |
| 470º | Mairinque               | 1959 | São Roque                |
| 471º | Mendonça                | 1959 | Nova Aliança             |
| 472º | Meridiano               | 1959 | Fernandópolis (1)        |
| 473º | Mirassolândia           | 1959 | Mirassol                 |
| 474º | Mongaguá                | 1959 | Itanhaém                 |
| 475º | Nova Guataporanga       | 1959 | Tupi Paulista            |
| 476º | Nova Odessa             | 1959 | Americana                |
| 477º | Ocauçu                  | 1959 | Marília (2)              |
| 478º | Osasco                  | 1959 | São Paulo                |
| 479º | Palmeira d'Oeste        | 1959 | Jales (1)                |
| 480º | Pardinho                | 1959 | Botucatu                 |
| 481º | Peruíbe                 | 1959 | Itanhaém                 |
| 482º | Pirapora do Bom Jesus   | 1959 | Santana de Parnaíba      |
| 483º | Populina                | 1959 | Estrela d'Oeste          |
| 484º | Pradópolis              | 1959 | Guariba                  |
| 485º | Sagres                  | 1959 | Osvaldo Cruz (1)         |
| 486º | Sales                   | 1959 | Novo Horizonte           |
| 487º | Salmourão               | 1959 | Osvaldo Cruz (2)         |
| 488º | Sandovalina             | 1959 | Presidente Bernardes (2) |
| 489º | Santa Albertina         | 1959 | Jales (1)                |
| 490º | Santa Lúcia             | 1959 | Araraquara               |
| 491º | Santa Maria da Serra    | 1959 | São Pedro                |
| 492º | Santo Antônio do Pinhal | 1959 | São Bento do Sapucaí     |
| 493º | Santo Expedito          | 1959 | Alfredo Marcondes        |
| 494º | Santópolis do Aguapeí   | 1959 | Clementina               |
| 495º | São João do Pau d'Alho  | 1959 | Tupi Paulista            |
| 496º | Sarutaiá                | 1959 | Piraju                   |
| 497º | Sete Barras             | 1959 | Registro                 |
| 498º | Sud Mennucci            | 1959 | Pereira Barreto (1)      |
| 499º | Taboão da Serra         | 1959 | Itapecerica da Serra     |
| 500º | Taguaí                  | 1959 | Fartura                  |
| 501º | Tapiraí                 | 1959 | Piedade                  |
| 502º | Três Fronteiras         | 1959 | Santa Fé do Sul          |
| 503º | Turiúba                 | 1959 | Buritama                 |
| 504º | Urânia                  | 1959 | Jales (1)                |
| 505º | Vista Alegre do Alto    | 1959 | Monte Alto               |

## Municípios criados em 1964

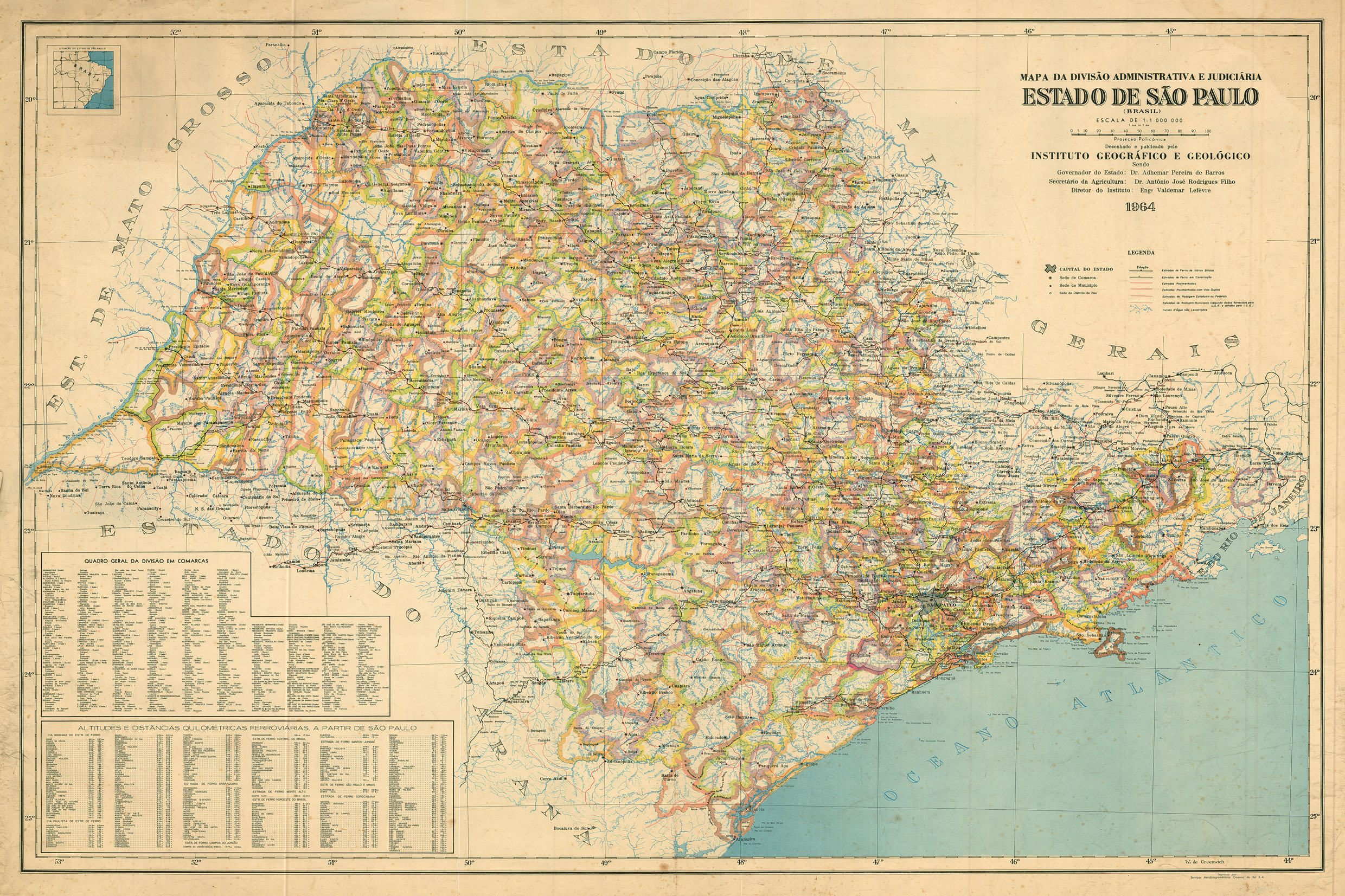
Estado de São Paulo (1964).

O estado de São Paulo possuía 501 municípios até 1964 e passou a contar com 573 municípios em 1965, quando foram instalados os municípios criados pela Lei nº 8.092 de 28 de fevereiro de 1964. Em 1970 os municípios de Brás Cubas e Vargem voltaram a condição de distrito por decisão judicial, passando o estado a contar com 571 municípios até 1982.
|      | Município                       | Ano  | Desmembrado de          |
| ---- | ------------------------------- | ---- | ----------------------- |
| 506º | Américo Brasiliense             | 1964 | Araraquara              |
| 507º | Aparecida d'Oeste               | 1964 | Pereira Barreto (2)     |
| 508º | Aramina                         | 1964 | Igarapava               |
| 509º | Arandu                          | 1964 | Avaré                   |
| 510º | Barão de Antonina               | 1964 | Itaporanga              |
| 511º | Barra do Turvo                  | 1964 | Iporanga                |
| 512º | Biritiba Mirim                  | 1964 | Mogi das Cruzes         |
| 513º | Borá                            | 1964 | Paraguaçu Paulista      |
|      | Brás Cubas (extinto definitivo) | 1964 | Mogi das Cruzes         |
| 514º | Campo Limpo Paulista            | 1964 | Jundiaí                 |
| 515º | Capela do Alto                  | 1964 | Araçoiaba da Serra      |
| 516º | Carapicuíba                     | 1964 | Barueri                 |
| 517º | Coronel Macedo                  | 1964 | Itaporanga              |
| 518º | Cruzália                        | 1964 | Maracaí                 |
| 519º | Dobrada                         | 1964 | Matão                   |
| 520º | Dumont                          | 1964 | Ribeirão Preto          |
| 521º | Embu-Guaçu                      | 1964 | Itapecerica da Serra    |
| 522º | Estrela do Norte                | 1964 | Pirapozinho             |
|      | Florínea (reinstalado)          | 1964 | Assis                   |
| 523º | Francisco Morato                | 1964 | Franco da Rocha         |
| 524º | Guzolândia                      | 1964 | Auriflama               |
| 525º | Iperó                           | 1964 | Boituva                 |
| 526º | Ipeúna                          | 1964 | Rio Claro               |
| 527º | Itapura                         | 1964 | Pereira Barreto (1)     |
| 528º | Itupeva                         | 1964 | Jundiaí                 |
| 529º | Jandira                         | 1964 | Cotia                   |
| 530º | Jeriquara                       | 1964 | Franca                  |
|      | Junqueira (não instalado)       | 1964 | Monte Aprazível         |
| 531º | Juquitiba                       | 1964 | Itapecerica da Serra    |
|      | Jurupema (não instalado)        | 1964 | Taquaritinga            |
|      | Lindoia (reinstalado)           | 1964 | Águas de Lindóia        |
| 532º | Louveira                        | 1964 | Vinhedo                 |
| 533º | Macedônia                       | 1964 | Fernandópolis (1)       |
| 534º | Marinópolis                     | 1964 | Pereira Barreto (2)     |
| 535º | Mira Estrela                    | 1964 | Cardoso                 |
| 536º | Mombuca                         | 1964 | Capivari                |
| 537º | Monções                         | 1964 | Macaubal                |
| 538º | Morungaba                       | 1964 | Itatiba                 |
| 539º | Narandiba                       | 1964 | Pirapozinho             |
| 540º | Nova Independência              | 1964 | Andradina               |
| 541º | Nova Luzitânia                  | 1964 | Gastão Vidigal          |
| 542º | Onda Verde                      | 1964 | Nova Granada            |
| 543º | Orindiúva                       | 1964 | Paulo de Faria          |
| 544º | Palmares Paulista               | 1964 | Ariranha                |
| 545º | Paranapuã                       | 1964 | Dolcinópolis            |
| 546º | Paulínia                        | 1964 | Campinas                |
| 547º | Pedra Bela                      | 1964 | Bragança Paulista       |
| 548º | Pedranópolis                    | 1964 | Fernandópolis (1)       |
| 549º | Pinhalzinho                     | 1964 | Bragança Paulista       |
| 550º | Pontes Gestal                   | 1964 | Américo de Campos       |
| 551º | Praia Grande                    | 1964 | São Vicente             |
| 552º | Queiroz                         | 1964 | Pompeia (1)             |
| 553º | Rafard                          | 1964 | Capivari                |
| 554º | Restinga                        | 1964 | Franca                  |
| 555º | Ribeirão Corrente               | 1964 | Franca                  |
| 556º | Ribeirão do Sul                 | 1964 | Salto Grande            |
| 557º | Rio Grande da Serra             | 1964 | Ribeirão Pires          |
| 558º | Roseira                         | 1964 | Aparecida               |
| 559º | Rubineia                        | 1964 | Santa Fé do Sul         |
| 560º | Santa Clara d'Oeste             | 1964 | Santa Fé do Sul         |
| 561º | Santa Ernestina                 | 1964 | Taquaritinga            |
| 562º | Santa Rita d'Oeste              | 1964 | Santa Fé do Sul         |
| 563º | Santana da Ponte Pensa          | 1964 | Santa Fé do Sul         |
| 564º | São Francisco                   | 1964 | Jales (1)               |
| 565º | São João das Duas Pontes        | 1964 | Estrela d'Oeste         |
| 566º | Sebastianópolis do Sul          | 1964 | Monte Aprazível         |
| 567º | Tarabai                         | 1964 | Pirapozinho             |
| 568º | Tejupá                          | 1964 | Piraju                  |
| 569º | Teodoro Sampaio (1)             | 1964 | Marabá Paulista         |
| 569º | Teodoro Sampaio (2)             | 1964 | Presidente Epitácio (2) |
| 570º | Turmalina                       | 1964 | Estrela d'Oeste         |
| 571º | União Paulista                  | 1964 | Monte Aprazível         |
| 572º | Vargem (extinto)                | 1964 | Bragança Paulista       |
| 573º | Várzea Paulista                 | 1964 | Jundiaí                 |
| 574º | Votorantim                      | 1964 | Sorocaba                |
| 575º | Vargem Grande Paulista          | 1981 | Cotia                   |

## Municípios criados em 1993
O estado de São Paulo possuía 572 municípios até 1992 e passou a contar com 625 municípios em 1º de janeiro de 1993, quando foram instalados os municípios criados pela Lei nº 6.645 de 9 de janeiro de 1990, e pela Lei nº 7.664 de 30 de dezembro de 1991.
|      | Município                             | Ano  | Desmembrado de           |
| ---- | ------------------------------------- | ---- | ------------------------ |
| 576º | Borebi                                | 1990 | Lençóis Paulista         |
| 577º | Dirce Reis                            | 1990 | São Francisco            |
| 578º | Embaúba                               | 1990 | Cajobi                   |
|      | Espírito Santo do Turvo (reinstalado) | 1990 | Santa Cruz do Rio Pardo  |
| 579º | Euclides da Cunha Paulista            | 1990 | Teodoro Sampaio (1)      |
| 580º | Guatapará                             | 1990 | Ribeirão Preto           |
| 581º | Iaras                                 | 1990 | Águas de Santa Bárbara   |
|      | Ibitiúva (não instalado)              | 1990 | Pitangueiras             |
| 582º | Motuca                                | 1990 | Araraquara               |
| 583º | Rosana                                | 1990 | Teodoro Sampaio (2)      |
| 584º | Tarumã                                | 1990 | Assis                    |
| 585º | Alambari                              | 1991 | Itapetininga             |
| 586º | Alumínio                              | 1991 | Mairinque                |
|      | Araçariguama (reinstalado)            | 1991 | São Roque                |
| 587º | Arapeí                                | 1991 | Bananal                  |
| 588º | Aspásia                               | 1991 | Urânia                   |
| 589º | Barra do Chapéu                       | 1991 | Apiaí                    |
| 590º | Bertioga                              | 1991 | Santos                   |
| 591º | Bom Sucesso de Itararé                | 1991 | Itararé                  |
| 592º | Cajati                                | 1991 | Jacupiranga              |
| 593º | Campina do Monte Alegre               | 1991 | Angatuba                 |
| 594º | Canitar                               | 1991 | Chavantes                |
| 595º | Elisiário                             | 1991 | Catanduva                |
| 596º | Emilianópolis                         | 1991 | Presidente Bernardes (1) |
| 597º | Engenheiro Coelho                     | 1991 | Artur Nogueira           |
| 598º | Estiva Gerbi                          | 1991 | Mogi Guaçu               |
| 599º | Holambra (1)                          | 1991 | Jaguariúna               |
| 599º | Holambra (2)                          | 1991 | Artur Nogueira           |
| 599º | Holambra (3)                          | 1991 | Cosmópolis               |
| 599º | Holambra (4)                          | 1991 | Santo Antônio de Posse   |
| 600º | Hortolândia                           | 1991 | Sumaré                   |
| 601º | Ilha Comprida (1)                     | 1991 | Iguape                   |
| 601º | Ilha Comprida (2)                     | 1991 | Cananéia                 |
| 602º | Ilha Solteira                         | 1991 | Pereira Barreto (1)      |
| 603º | Itaoca                                | 1991 | Apiaí                    |
| 604º | Itapirapuã Paulista                   | 1991 | Ribeira                  |
| 605º | Lourdes                               | 1991 | Turiúba                  |
| 606º | Marapoama                             | 1991 | Itajobi                  |
| 607º | Mesópolis                             | 1991 | Paranapuã                |
| 608º | Nova Campina                          | 1991 | Itapeva                  |
| 609º | Nova Canaã Paulista                   | 1991 | Três Fronteiras          |
| 610º | Novais                                | 1991 | Tabapuã                  |
| 611º | Parisi                                | 1991 | Votuporanga              |
| 612º | Pedrinhas Paulista                    | 1991 | Cruzália                 |
| 613º | Pontalinda                            | 1991 | Jales (1)                |
| 614º | Potim                                 | 1991 | Guaratinguetá            |
| 615º | Ribeirão Grande                       | 1991 | Capão Bonito             |
| 616º | Saltinho                              | 1991 | Piracicaba               |
| 617º | Santo Antônio do Aracanguá            | 1991 | Araçatuba                |
| 618º | São João de Iracema                   | 1991 | General Salgado          |
| 619º | São Lourenço da Serra                 | 1991 | Itapecerica da Serra     |
| 620º | Suzanápolis                           | 1991 | Pereira Barreto (2)      |
| 621º | Taquarivaí                            | 1991 | Itapeva                  |
| 622º | Torre de Pedra                        | 1991 | Porangaba                |
| 623º | Tuiuti                                | 1991 | Bragança Paulista        |
| 624º | Ubarana                               | 1991 | José Bonifácio           |
|      | Vargem (reinstalado)                  | 1991 | Bragança Paulista        |
| 625º | Zacarias                              | 1991 | Planalto                 |

## Municípios criados em 1997
O estado de São Paulo possuía 625 municípios até 1996 e passou a contar com 645 municípios em 1º de janeiro de 1997, quando foram instalados os últimos 20 municípios, criados pela Lei nº 8.550 de 30 de dezembro de 1993, e pela Lei nº 9.330 de 27 de dezembro de 1995.
|      | Município               | Ano  | Desmembrado de        |
| ---- | ----------------------- | ---- | --------------------- |
| 626º | Arco-Íris               | 1993 | Tupã (1)              |
| 627º | Brejo Alegre            | 1993 | Coroados              |
| 628º | Canas                   | 1993 | Lorena                |
| 629º | Ipiguá                  | 1993 | São José do Rio Preto |
| 630º | Pracinha                | 1993 | Lucélia (1)           |
| 631º | Pratânia                | 1993 | São Manuel            |
| 632º | Quadra                  | 1993 | Tatuí                 |
| 633º | Santa Cruz da Esperança | 1993 | Cajuru                |
| 634º | Santa Salete            | 1993 | Urânia                |
| 635º | Taquaral                | 1993 | Pitangueiras          |
| 636º | Vitória Brasil          | 1993 | Jales (2)             |
| 637º | Fernão                  | 1995 | Gália                 |
| 638º | Gavião Peixoto          | 1995 | Araraquara            |
| 639º | Jumirim                 | 1995 | Tietê                 |
| 640º | Nantes                  | 1995 | Iepê (2)              |
| 641º | Nova Castilho           | 1995 | General Salgado       |
| 642º | Ouroeste                | 1995 | Guarani d'Oeste       |
| 643º | Paulistânia             | 1995 | Agudos                |
| 644º | Ribeirão dos Índios     | 1995 | Santo Anastácio (1)   |
| 645º | Trabiju                 | 1995 | Boa Esperança do Sul  |